# Kruisherenkerk (Maastricht)
De Kruisherenkerk is een gotische kloosterkerk, die onderdeel is van het Kruisherenklooster in het centrum van de Nederlandse stad Maastricht. Het mergelstenen gebouw dateert grotendeels uit de 15e eeuw en werd in 1966 aangewezen als rijksmonument. Sinds 2005 is in het klooster een luxe hotel gevestigd, het Kruisherenhotel. De kerk fungeert als receptie, lobby, bar en restaurant van het hotel.

## Geschiedenis

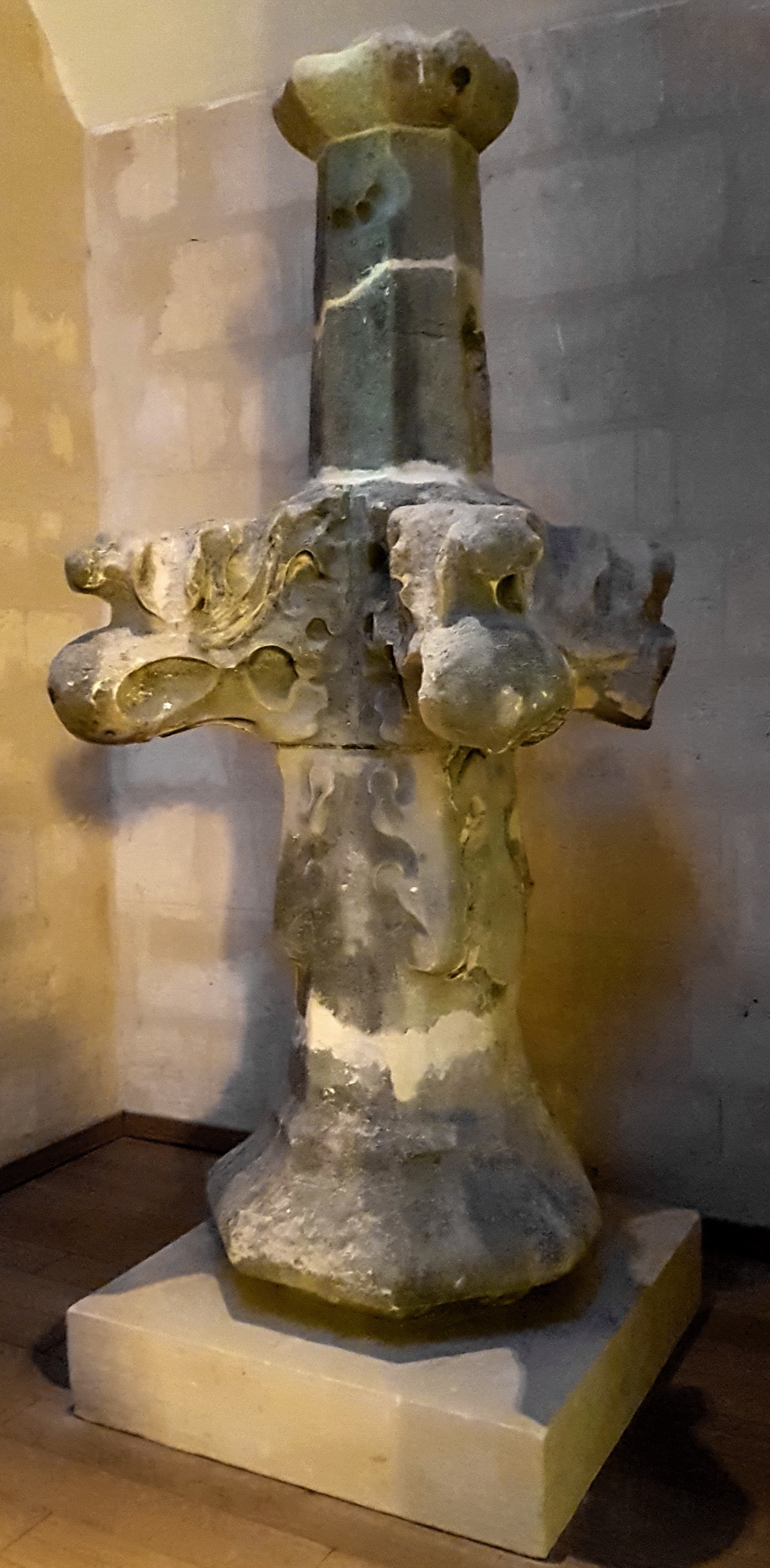
Kruisbloem als hoteldecoratie (oorspronkelijk op de westgevel)

Het Maastrichtse Kruisherenklooster was een relatief late vestiging (1438) van de Orde van het Heilig Kruis (Latijn: Ordo Sanctae Crucis, OSC). De kruisheren waren reguliere kanunniken, wat onder meer inhield dat het koorgebed een centrale plaats innam in het leven van de kanunniken. Voor het koorgebed kwam men meerdere keren daags samen in de kerk, die voor dat doel over een extra ruim priesterkoor beschikte. De kanunniken zaten gescheiden van het gewone volk in het koorgestoelte, aan weerszijden van het priesterkoor. Omdat de bouw van de kerk enkele tientallen jaren zou duren, werd in 1438 een noodkerkje in gebruik genomen, waarvan het altaar op 25 juli werd ingezegend door wijbisschop Dionysius van het bisdom Luik.

### Bouwgeschiedenis en bloeitijd
In 1440 legde prior Michael van Testelt de eerste steen voor de bouw van de kloosterkerk. Bouwmeesters waren Petrus Toom (of Toorn) en Johannes van Haeren. Het koor was in 1459 voltooid en werd in de jaren daarna beschilderd, maar een nieuw hoofdaltaar werd pas in 1470 gewijd door wijbisschop Libertus van Broeckem. In 1480 werd de dakruiter met daarin een klokkenspel geleverd door Antonius van Visé vernield door blikseminslag en vervangen door een lagere. Van 1501 tot 1509, tijdens het prioraat van Walter Beckers van Herentals, kwamen het schip en de zijbeuken tot stand, waarmee de kerk na bijna 70 jaar af was.
Diezelfde prior Beckers verrijkte de kerk met tal van kunstvoorwerpen. Van de zijkapellen was er een gewijd aan de aartsengel Michaël, de beschermheilige van de orde. De omstreeks 1510 opgerichte broederschap van Sint-Michaël had hier zijn eigen altaar. In 1512 werd een (verloren gegaan) houten beeld van Sint-Michaël besteld bij de bekende beeldsnijder Jan van Steffeswert. In 1516 werd een triomfbalk in het kerkschip aangebracht, waarop een calvariegroep kwam te staan, met een kruisbeeld en Maria en Johannes. Over dit of een ander Mariabeeld werd in 1515 met Van Steffeswert onderhandeld. Het kruisbeeld werd in 1516 door Meester Jacobus gepolychromeerd. Het bewaard gebleven archief van het klooster vermeldt ook de aanschaf van diverse kostbare liturgische voorwerpen in deze periode. Zo schonk het echtpaar Herman en Yda Alarts omstreeks 1500 stoffen om kazuifels en altaargordijnen van te maken en zilveren voorwerpen voor de eredienst. In 1561 werd door prior Servaes Heinsberch een tien meter hoge sacramentstoren besteld bij de Luikse beeldhouwer Guillaume Jonckeu. Brokstukken hiervan bevinden zich in de collectie van het Bonnefantenmuseum (zie Sacramentstoren Kruisherenklooster).

### Opheffing en nieuwe bestemmingen
Tijdens het beleg van Maastricht door de Spanjaarden in 1579 raakten zowel het klooster als de kerk zwaar beschadigd. Van de kerk moest een deel van het gewelf worden vernieuwd. Bij de belegeringen van 1632 en 1673 raakte het kerkdak opnieuw beschadigd. In 1796 werd het klooster door de Franse overheid opgeheven en kregen kerk en klooster een militaire bestemming, eerst als munitiemagazijn, daarna als kazerne. Dat bleef zo na het vertrek van de Fransen in 1814. Waarschijnlijk werd in die tijd een tussenvloer in de kerk aangebracht, mogelijk ten behoeve van een bakkerij en kledingmagazijn voor het garnizoen.

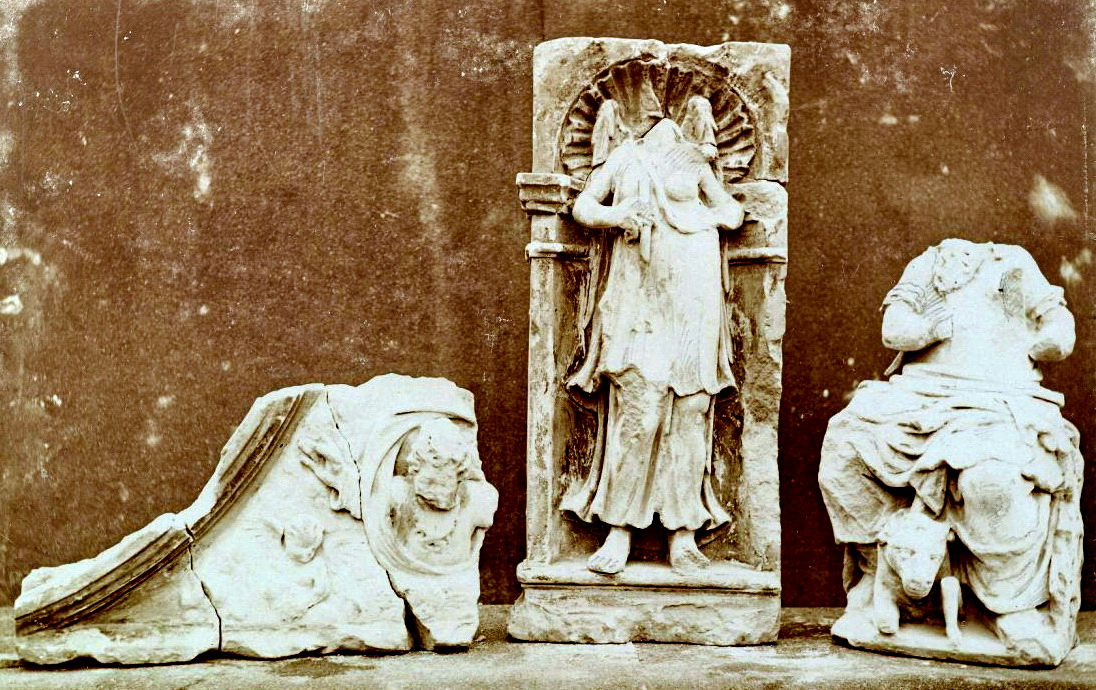
Brokstukken van de 16e-eeuwse sacramentstoren, ca. 1913

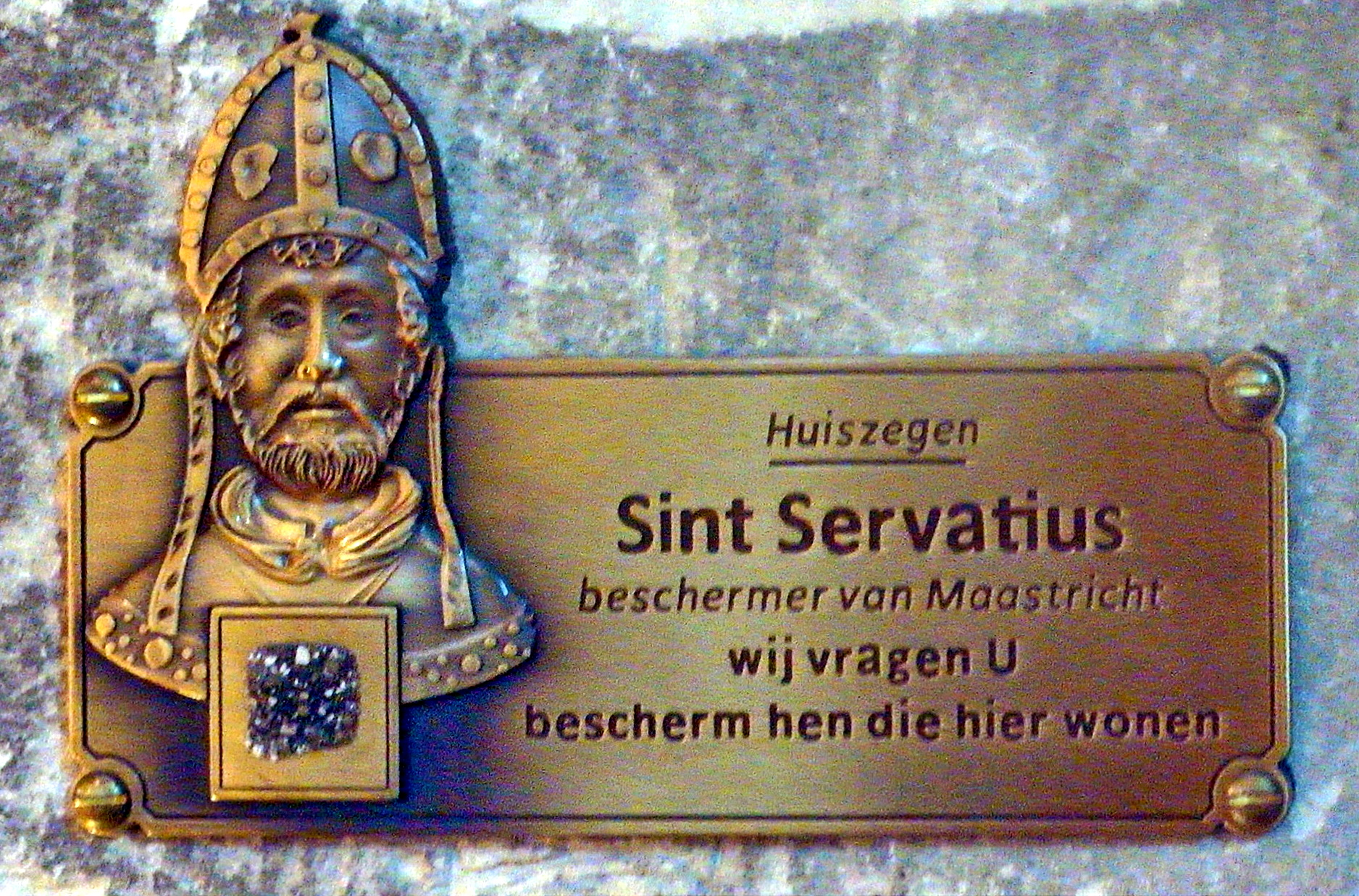
Plaquette huiszegen St-Servaas

Eind 19e eeuw zorgde Victor de Stuers ervoor dat het vervallen klooster een nieuwe bestemming kreeg als Rijkslandbouwproefstation. De kerk werd in 1912-14 onder leiding van rijksbouwmeester Daniël Knuttel gerestaureerd, waarbij onder de vloer van het koor diverse fragmenten van de 16e-eeuwse sacramentstoren werden aangetroffen. Daarna is de kerk onder meer gebruikt als tentoonstellingsruimte, vergaderzaal en stempellokaal voor werklozen, tot ze in 1941 bij het proefstation werd gevoegd. Echter, nadat het instituut zijn bibliotheek en archief had overgebracht naar de kerk, werd deze gevorderd door de Duitse bezetters. Na de bevrijding van Maastricht in september 1944 maakten de Amerikanen er enige tijd gebruik van, en van 1945-47 Het Nederlandse Beheersinstituut (voor de opslag van inboedels). Daarna kon het proefstation eindelijk bezit nemen van de kerk. In 1953 werd een houten loods in de kerk geplaatst, waarin extra laboratoria werden ondergebracht. Omstreeks 1979 werd het Rijkslandbouwproefstation verplaatst naar de nabijheid van de Landbouwuniversiteit Wageningen, waarna de gemeente Maastricht het gebouw van het Rijk overnam.
Aanvankelijk was het de bedoeling dat kerk en klooster zouden gaan dienen als extra opslag voor het Rijksarchief in Limburg, maar uiteindelijk werd ervoor gekozen het archief op de bestaande locatie, het Oude Minderbroedersklooster, uit te breiden. Tijdens de restauratie van de Sint-Servaasbasiliek en de simultaan daarmee verlopende archeologische opgravingen, was de Kruisherenkerk van 1985-90 in gebruik als tijdelijke parochiekerk van de Sint-Servaasparochie. Een kopie van het borstbeeld van Sint-Servaas en een kleine plaquette met de "huiszegen van Sint-Servaas" verwijzen naar deze episode. Vanaf 1991 had Opera Zuid hier enige tijd haar repetitie- en opslagruimtes.
In 2000 werd het complex verkocht aan de ondernemer Camille Oostwegel, waarna het van 2003-05 werd gerestaureerd en omgebouwd tot luxehotel onder de naam Kruisherenhotel. Tijdens de officiële opening van het hotel op 1 september 2005 werd door emeritus generaal-overste Rein Vaanhold van de Orde der Kruisheren aangestipt dat de nieuwe bestemming, het bieden van gastvrijheid, aansluit bij die van het voormalige klooster.

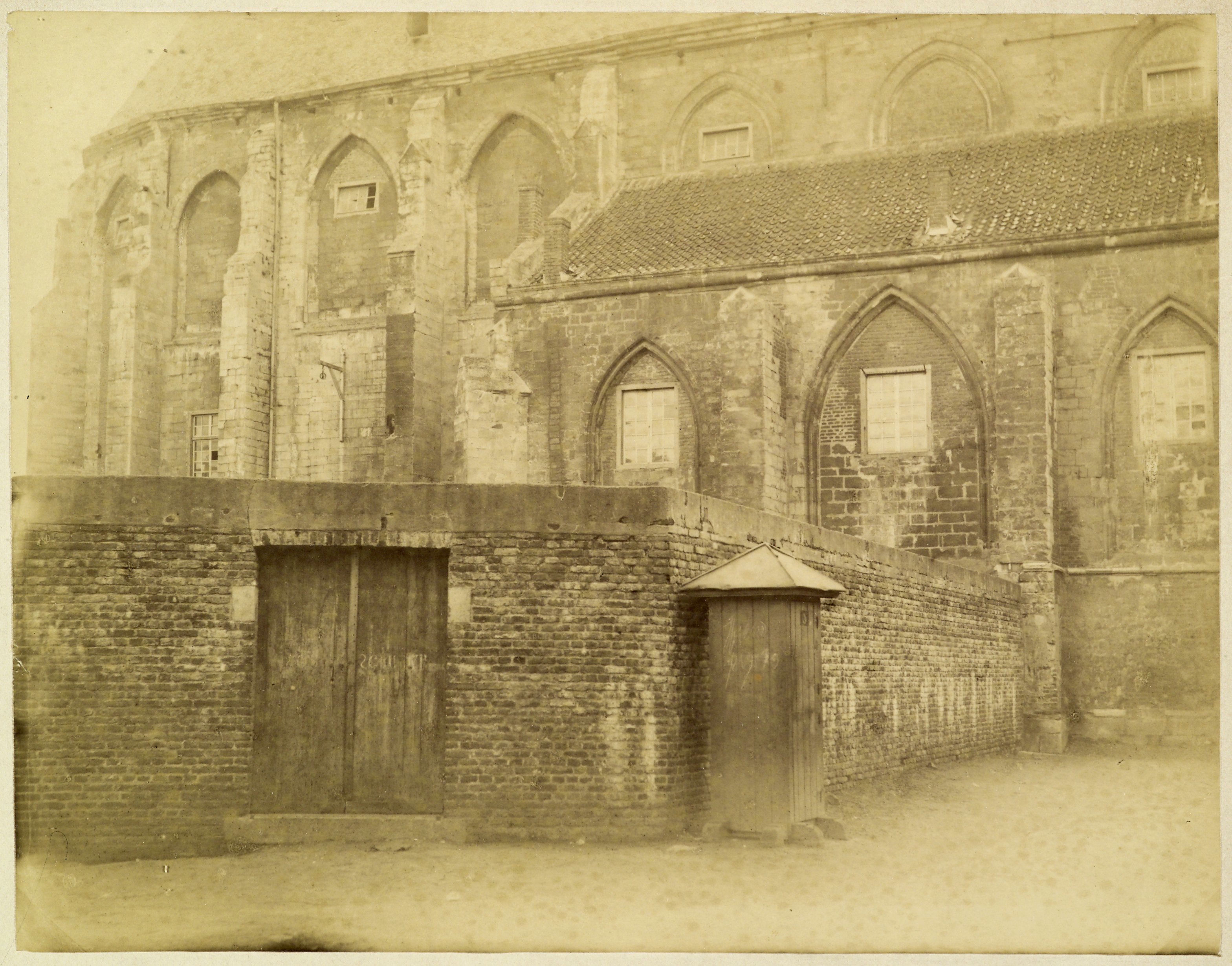
De gehavende kerk in 1884
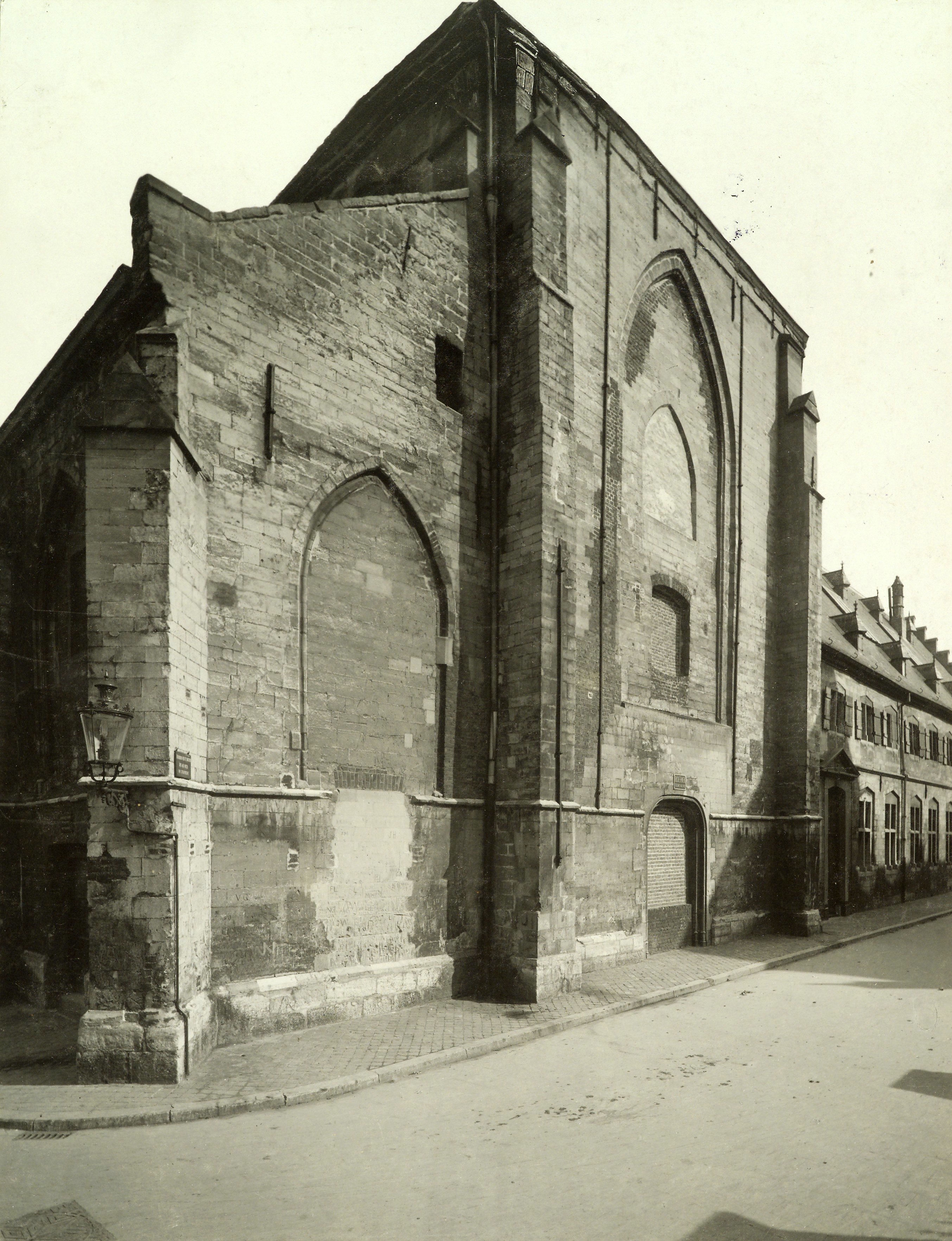
Verminkte westgevel, 1913
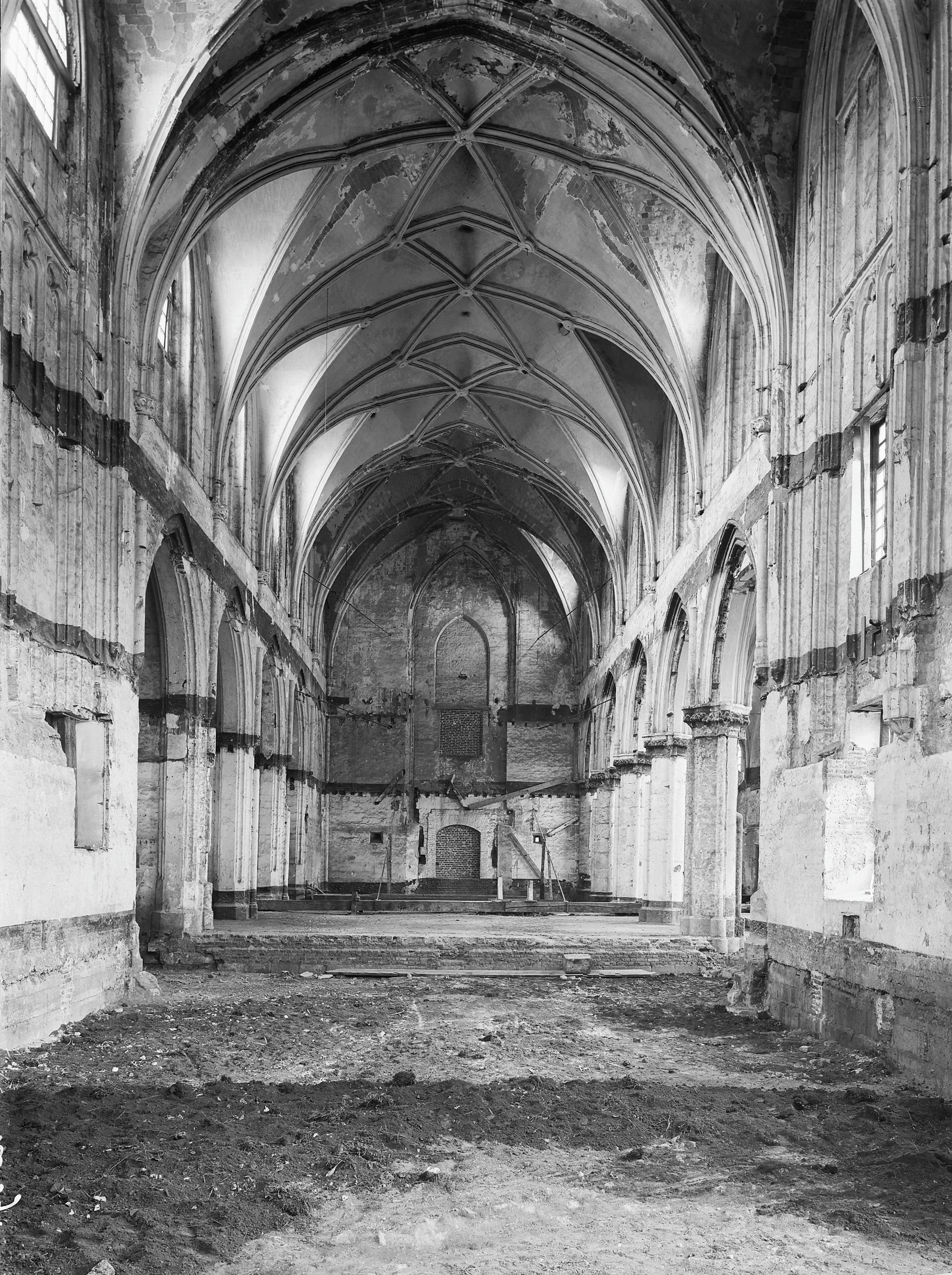
Opgraving koor, 1913
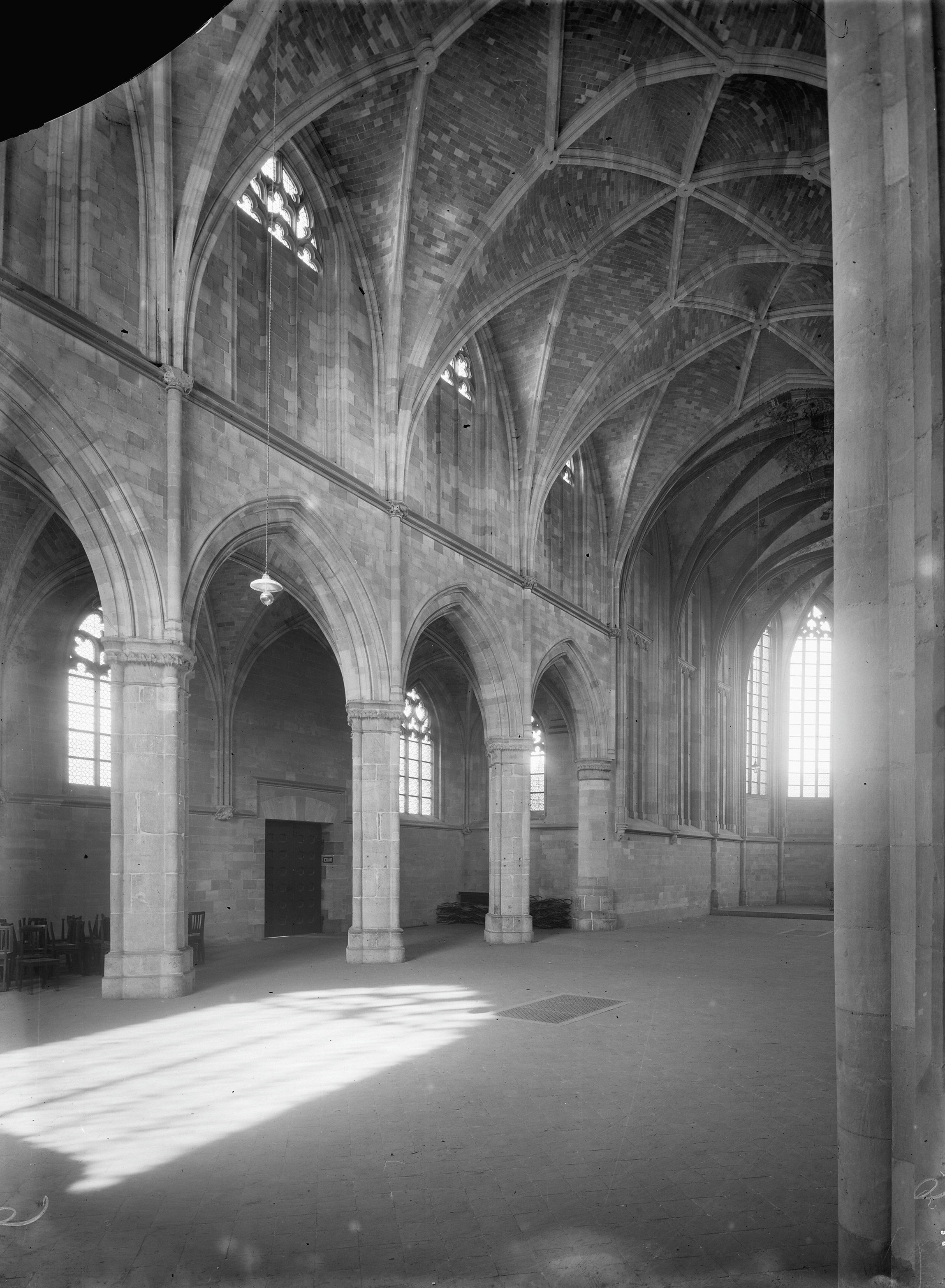
De lege kerk, 1928

## Beschrijving

### Exterieur
De Kruisherenkerk is gebouwd tussen 1440 en 1509. Het is een driebeukige, eigenlijk tweebeukige kloosterkerk in Maasgotische stijl. De westgevel doet qua indeling en materiaalgebruik (Limburgse mergel op een plint van Naamse steen) denken aan die van de Dominicanenkerk en de Oude Minderbroederskerk in Maastricht, die echter twee eeuwen ouder zijn. De gevel wordt gedomineerd door een groot spitsboogvenster, dat in de 19e eeuw was dichtgemetseld en dat bij de restauratie begin 20e eeuw nieuw maaswerk en kleurloos glas in lood kreeg. Daarboven bevindt zich boven een waterlijst een eveneens spitsbogige blindtracering. De topgevel wordt bekroond door een hardstenen kruisbloem (omstreeks 2003 vervangen door een kopie). De westelijke gevel van de noordbeuk heeft een spitsboogvenster en loopt naar buiten toe trapvormig af. De oostelijke gevel van deze beuk is daar het spiegelbeeld van. De noordbeuk telt aan de lange zijde vijf spitsboogvensters, waarvan het meest oostelijke blind is, en daartussen steunberen. Links in de gevel, onder het blinde venster, bevindt zich de hoofdingang van het hotel, die door middel van een koperen, tunnelachtige doorgang geaccentueerd wordt. Vanaf de noordzijde zijn tevens de deels blinde spitsboogvensters van de lichtbeuk te zien. De zuidelijke lichtbeukvensters zijn vanaf de pandhof waarneembaar. Het koor is even hoog als het middenschip. Vijf van de zeven spitsboogvensters van de apsis zijn bij de restauratie begin 20e eeuw opnieuw voorzien van maaswerk en glas. De overige apsisvensters en die van de koortraveeën, tussen het schip en de apsis, zijn blind.

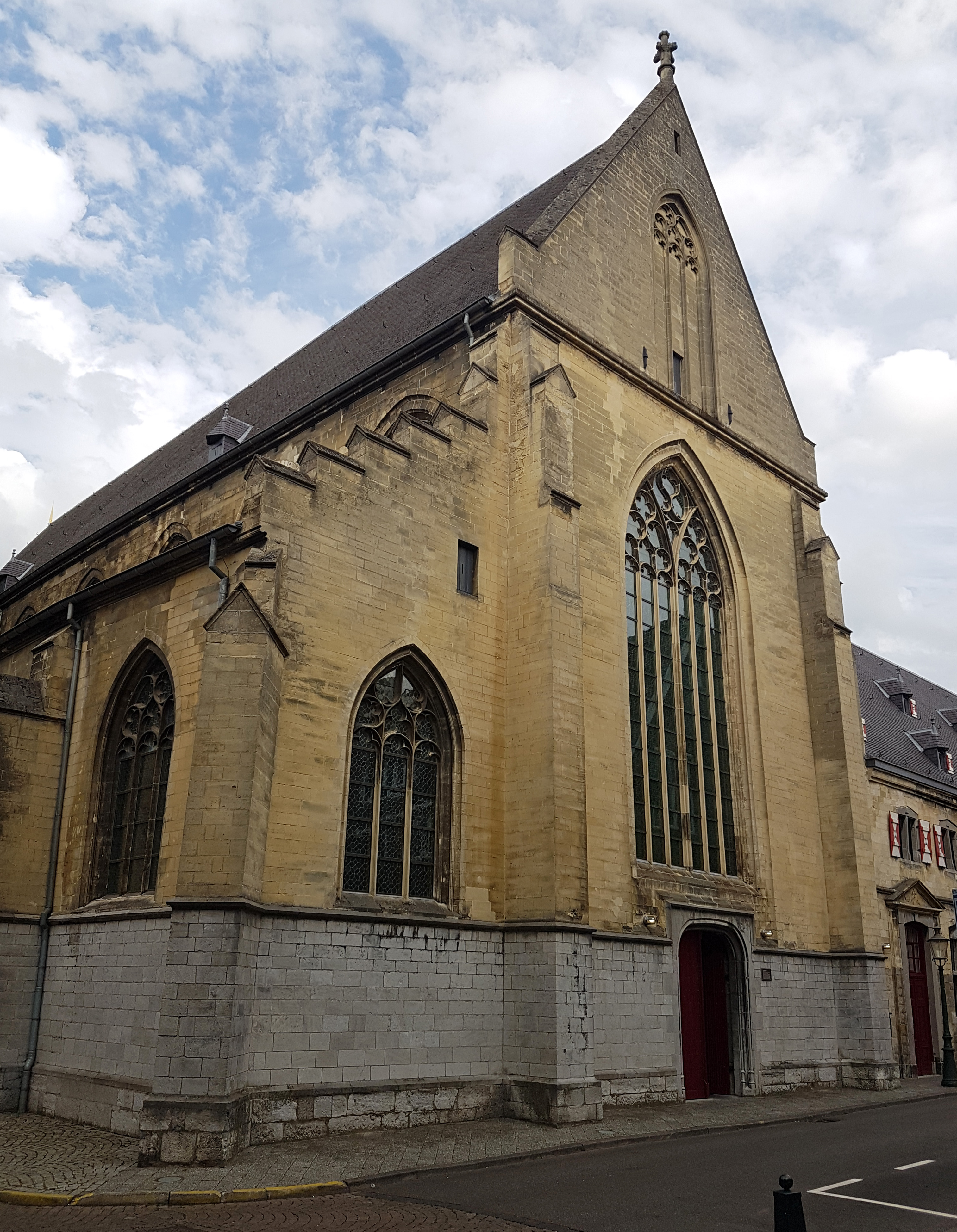
Westgevel
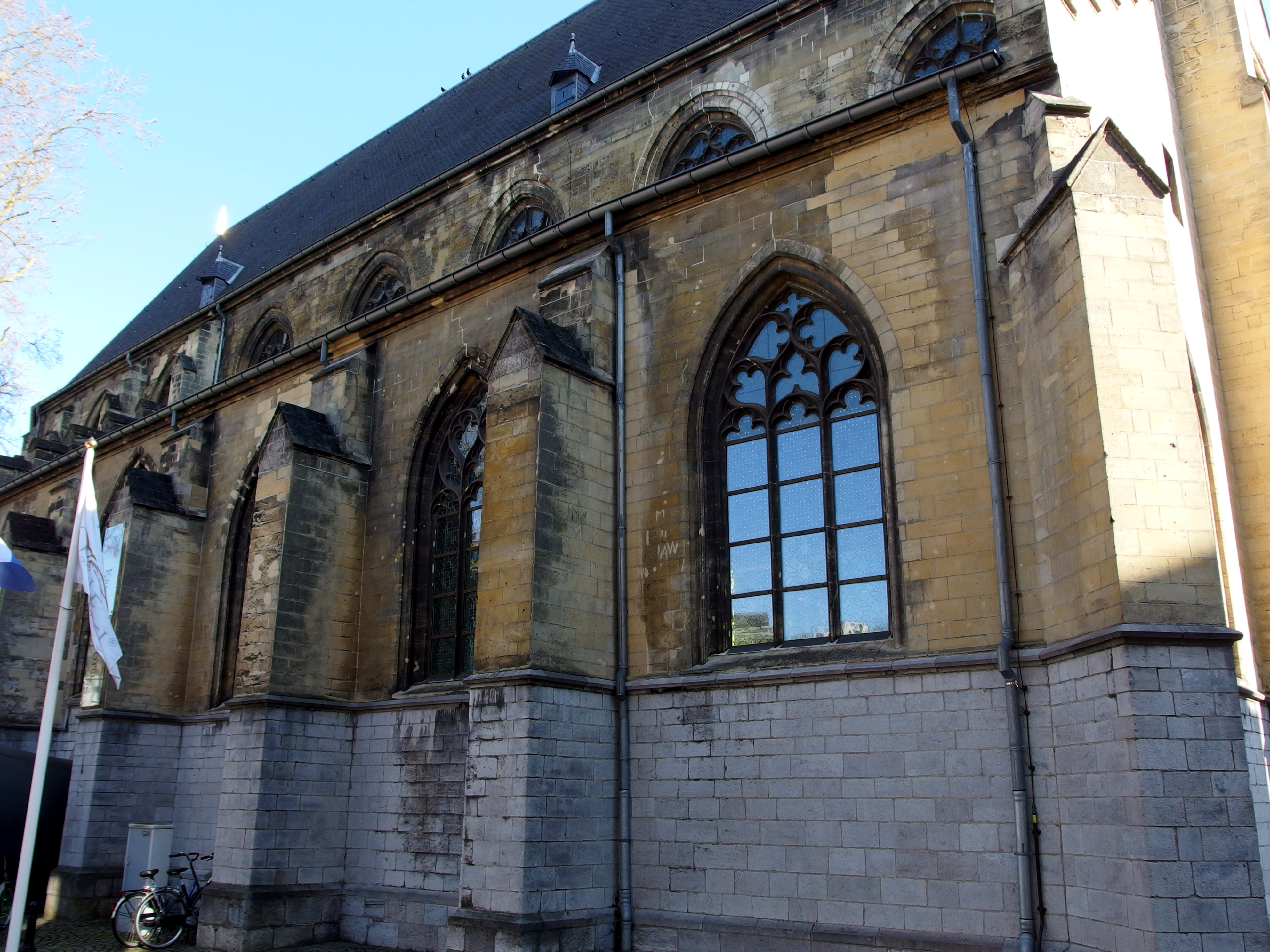
Noordgevel
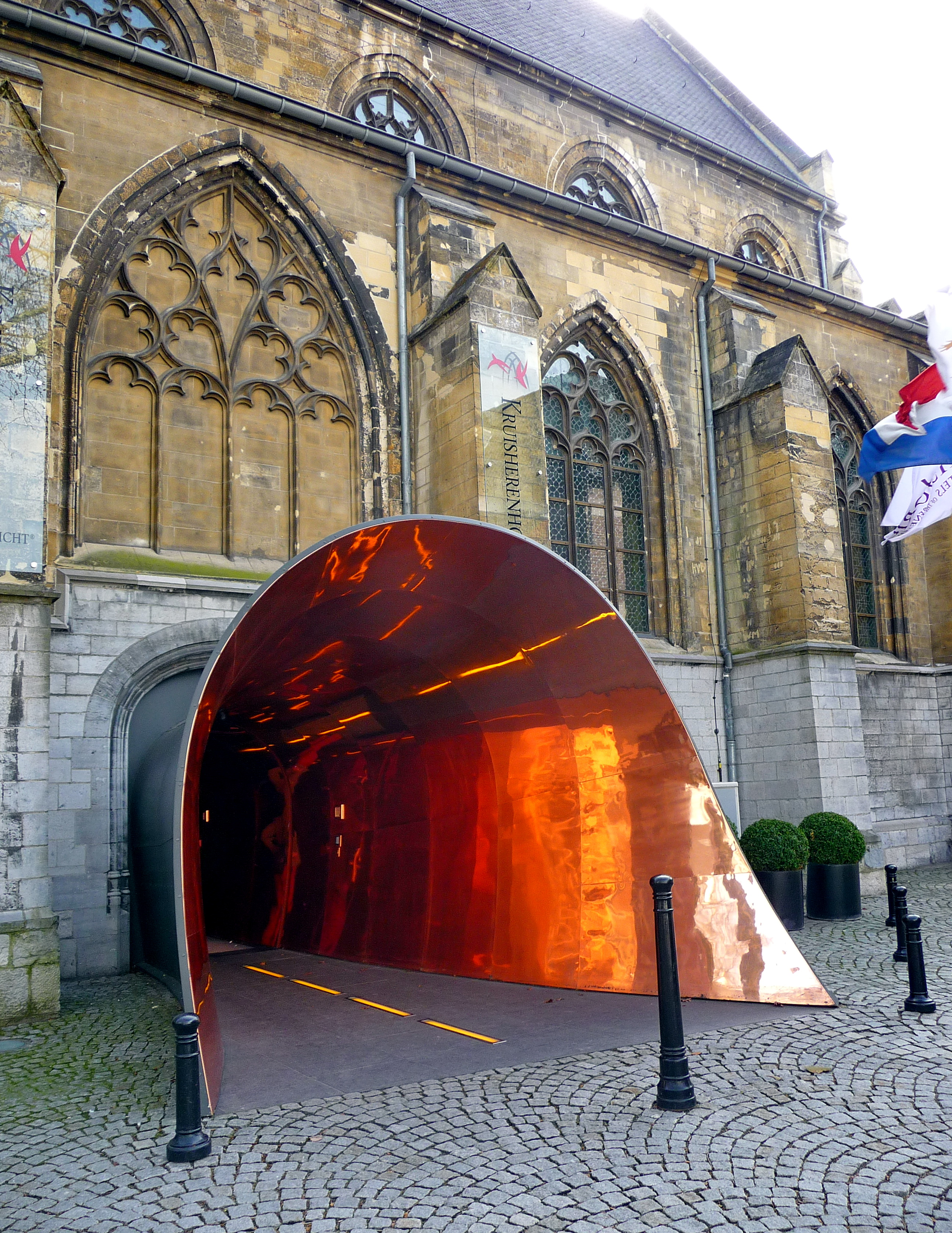
Moderne entree noordgevel
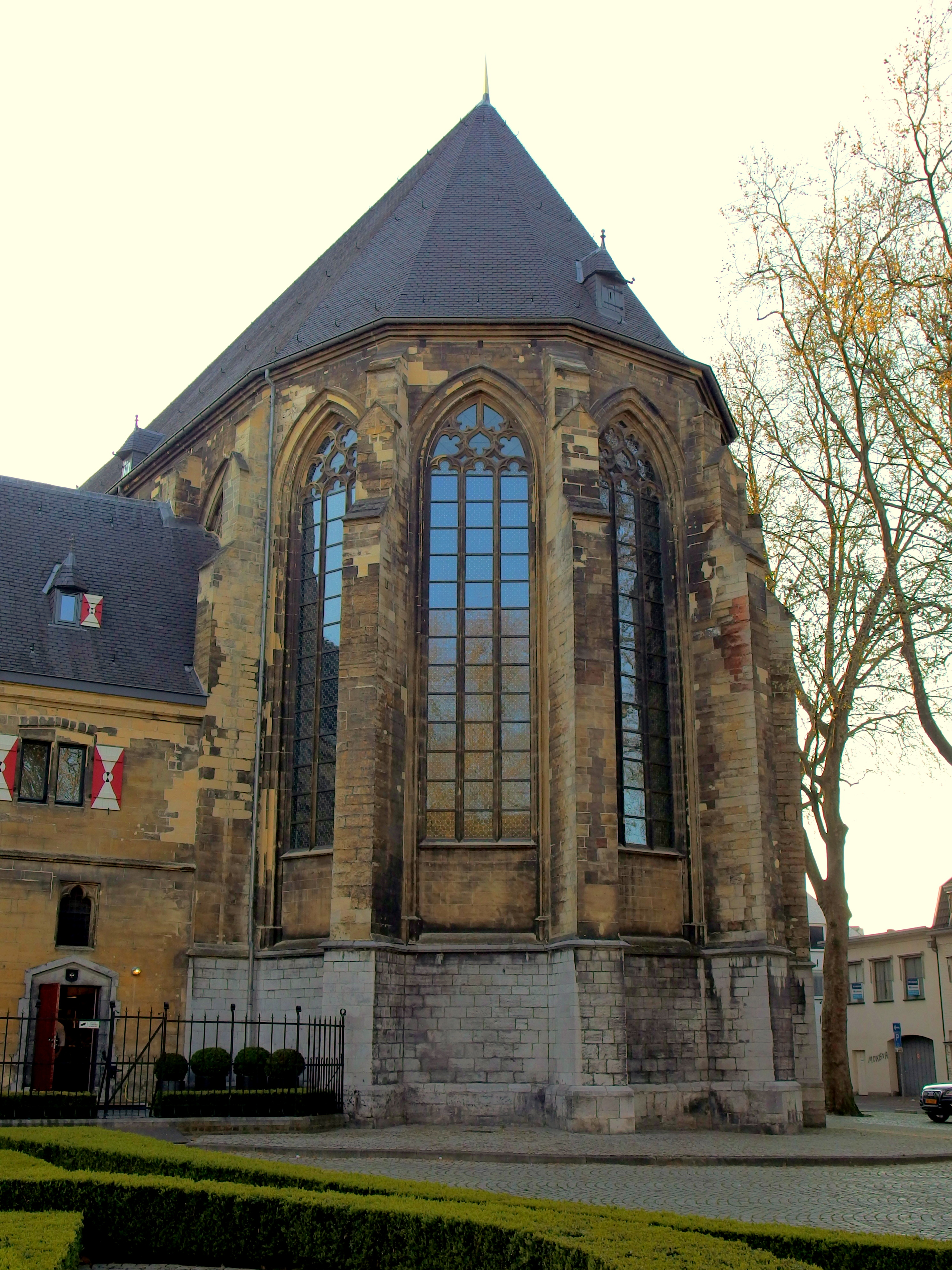
Koor

### Interieur

#### Architectuur
De totale lengte van de kerk is circa 42,6 m (binnensmuurs gemeten). De breedte, inclusief de zijbeuken bedraagt circa 17 m. De hoogte van zowel middenschip als koor is 14,85 m; de zijbeuken zijn lager. Het middenschip is 24,5 m lang en 10 m breed. Het bestaat uit vijf traveeën en wordt gedekt door een netgewelf, dat waarschijnlijk pas bij de herstelwerkzaamheden na het beleg van 1579 tot stand kwam. De overgang tussen dit gewelf en het kruisribgewelf van het priesterkoor is goed te zien, doordat de aansluiting niet naadloos is. Het koor bestaat uit twee traveeën en een zevenzijdige apsis. De vijf hoge spitsboogramen zorgen ervoor dat het koor in een zee van licht baadt. De noordbeuk is 4,5 m breed en 7,7 m hoog. De zuilen tussen schip en noordbeuk zijn van Naamse steen. De slechts 2,4 m brede zuidbeuk is geen volwaardige zijbeuk en bestaat in feite uit vijf kapellen, die na een doorbraak van de zuidelijke muur van het schip tussen de steunberen zijn gebouwd. Twee van deze kapellen zijn nog als zodanig te herkennen, onder meer door de aanwezigheid van zijaltaren (zie hieronder).

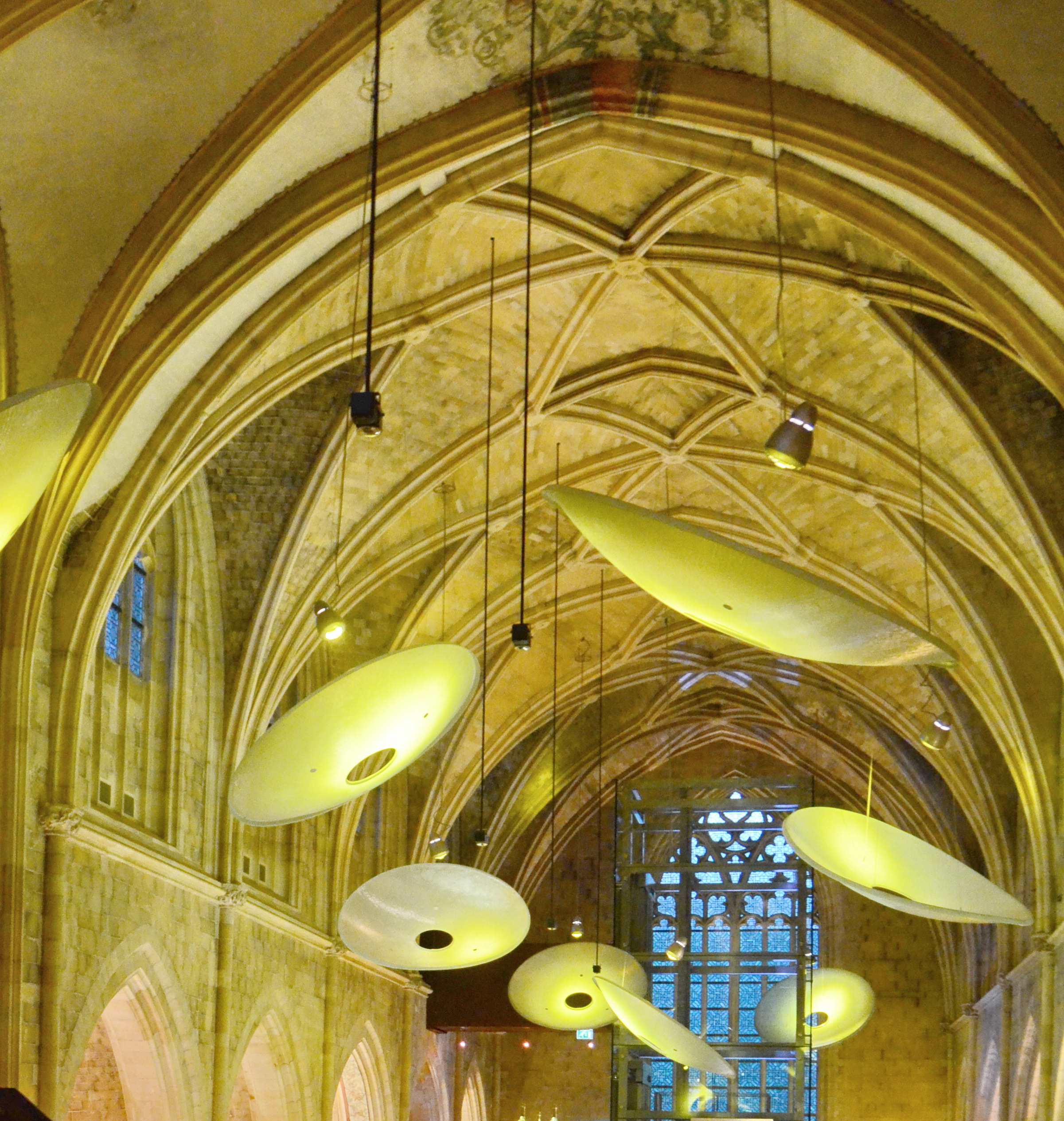
Interieur naar het westen
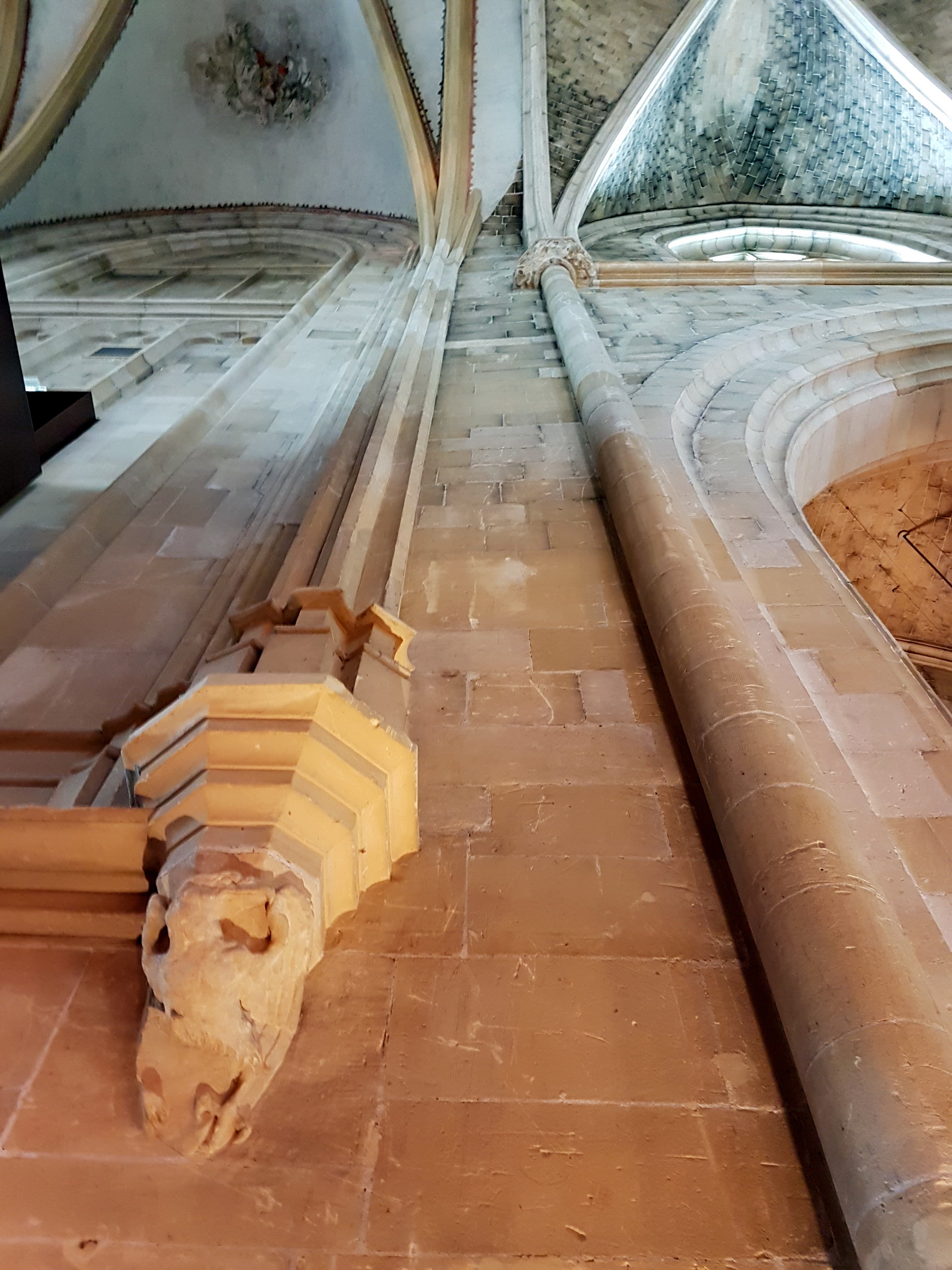
Aansluiting schip en koor
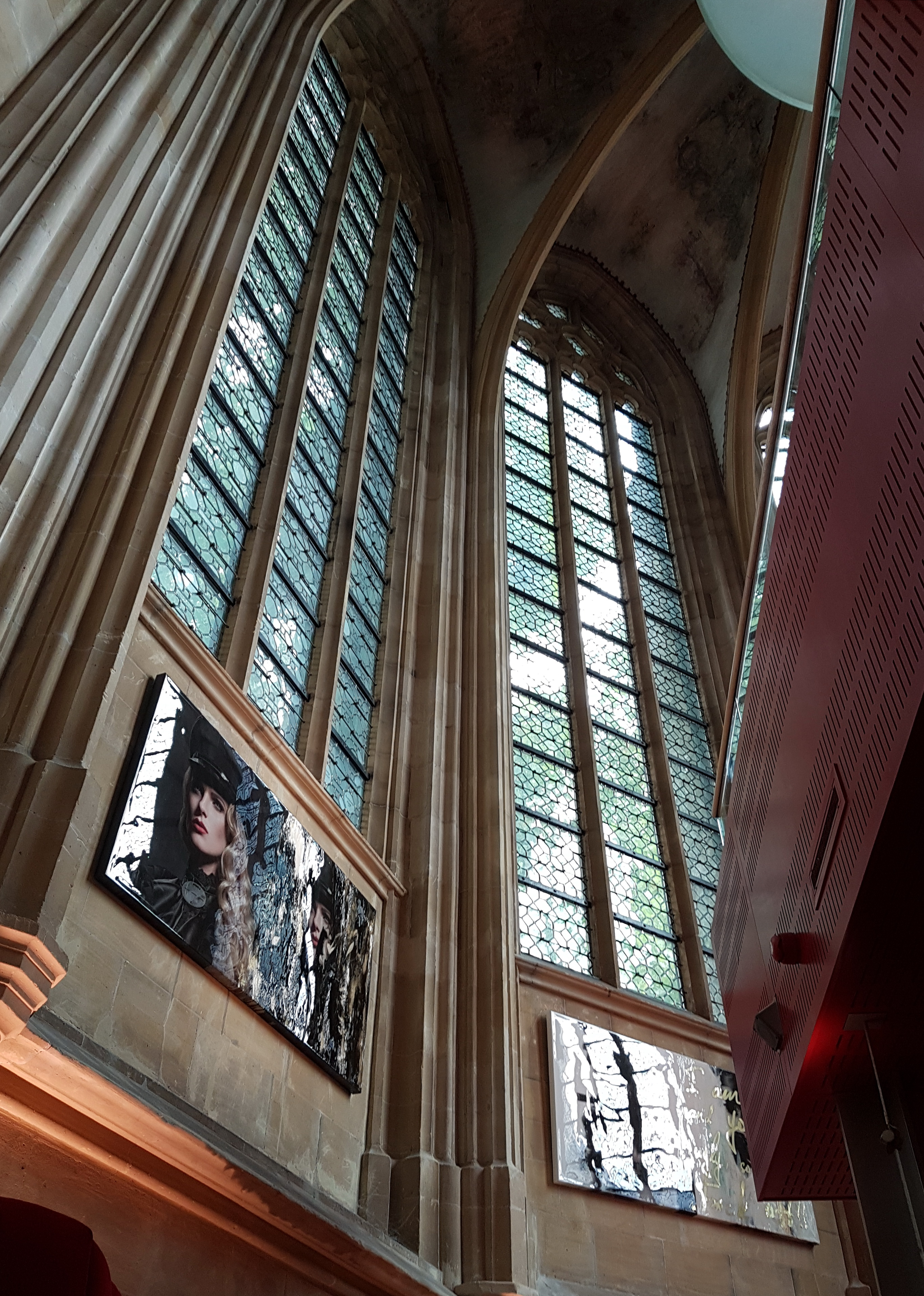
Koorvensters
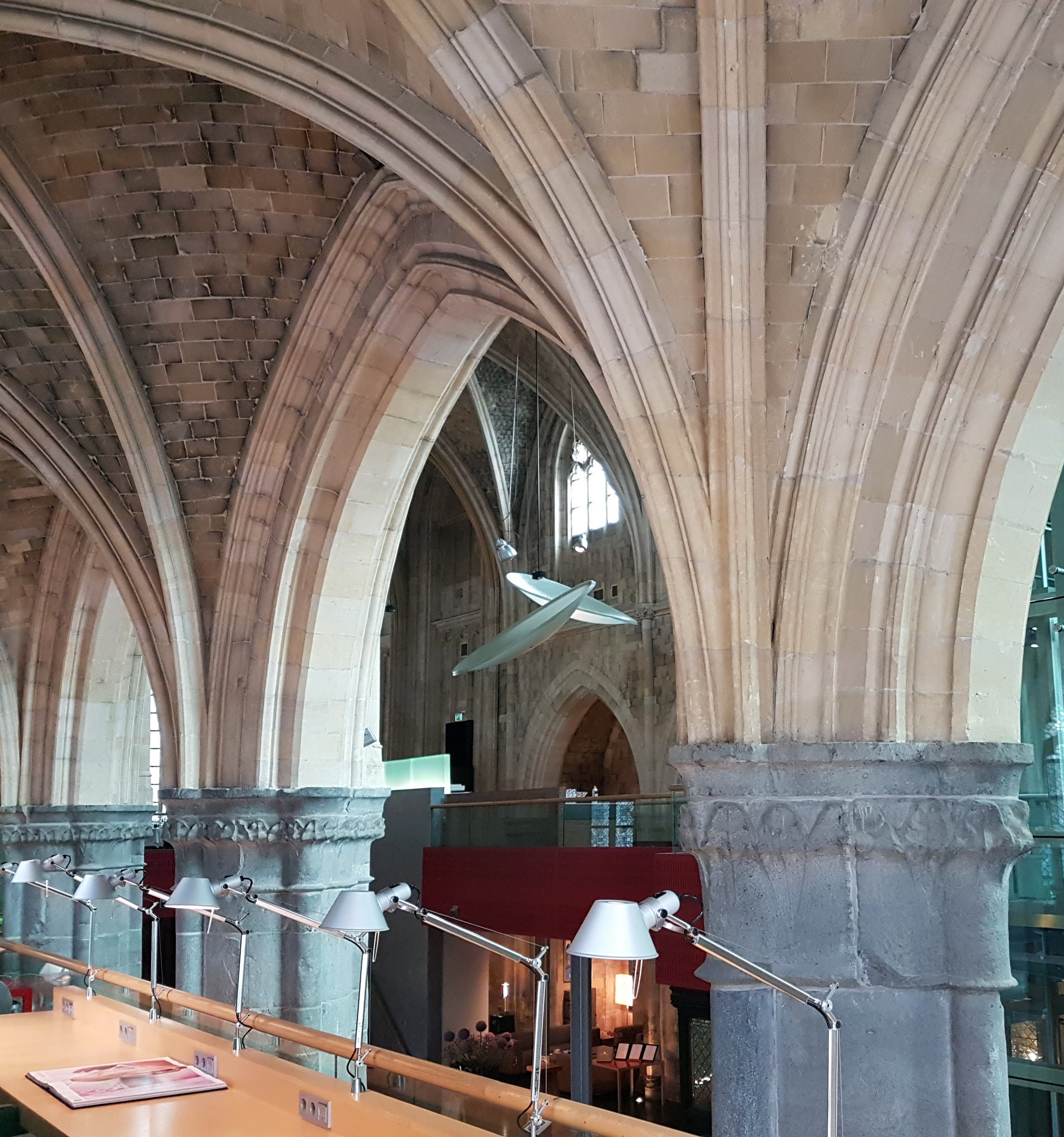
Noordelijke zijbeuk

#### Schilderkunst

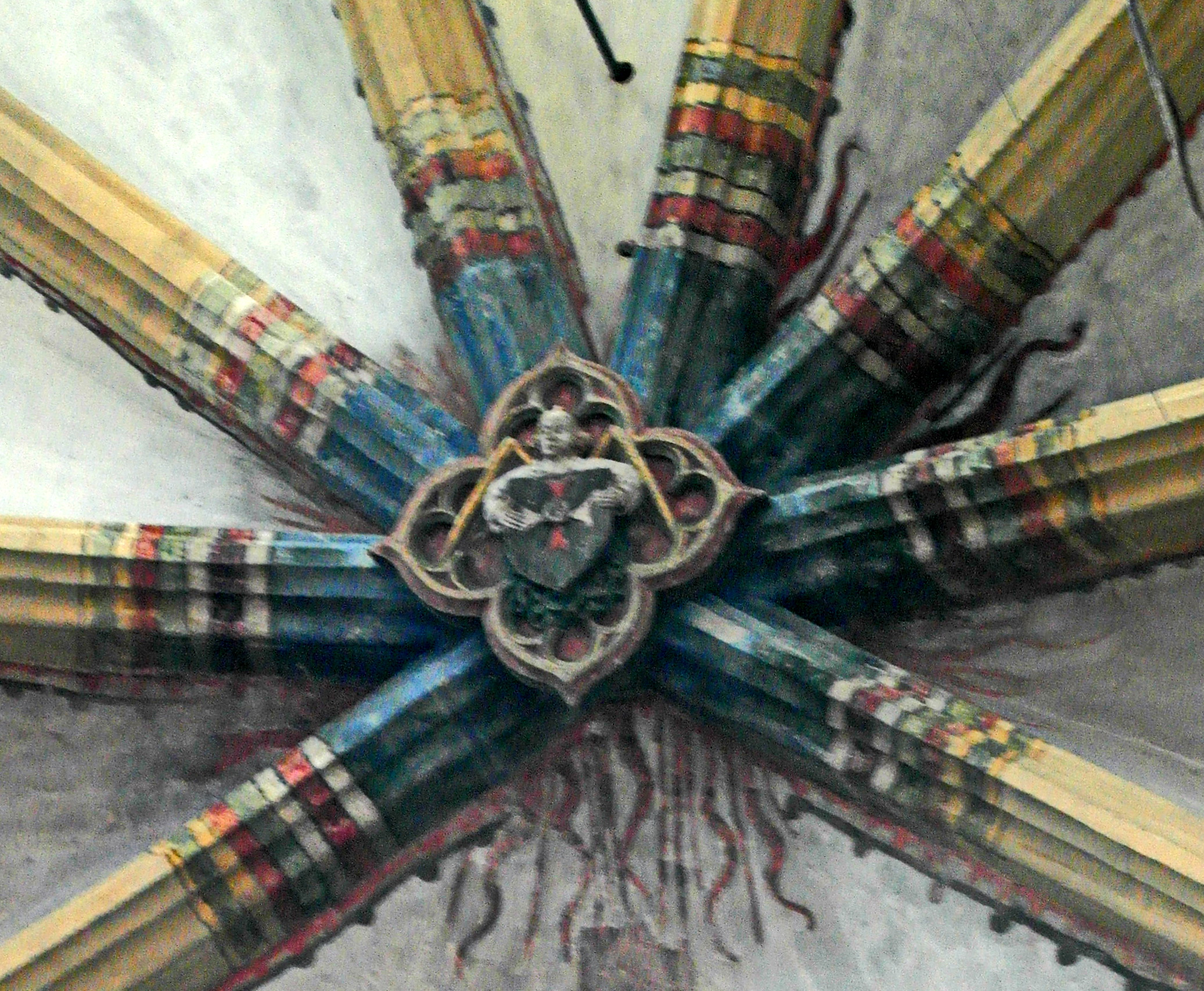
Beschilderde sluitsteen en gewelfribben

In de meest westelijke zijkapel is een grote wandschildering aangebracht, vermoedelijk uit het tweede kwart van de 16e eeuw. De schildering bestaat uit acht taferelen uit de legende van de heilige Gertrudis van Nijvel. Zes taferelen zijn binnen de spitsboog op de zuidwand van de kapel aangebracht; de twee andere bevinden zich boven het altaar en daartegenover. De wandschilderingen tonen onder andere de geboorte van Gertrudis, Gertrudis die als non de sluier aanneemt, een bisschop die de abdij van Nijvel wijdt, Gertrudis die een brandend huis redt en Gertrudis die een schip op een stormachtige zee redt. Op de westwand is de zogenaamde "Sint-Geerteminnedronk" afgebeeld.
Het koorgewelf bevat 15e- en 16e-eeuwse schilderingen met voornamelijk bloemen- en plantenslingers. Andere delen van het gewelf waren mogelijk eveneens versierd, maar deze zijn bij herstelwerkzaamheden ten gevolge van de vele belegeringen verloren gegaan. Een deel van de koorschilderingen is in 1461 vervaardigd door Meester Gerardus in den Keijser, maar in 1571 zijn ze door een onbekende schilder hersteld en aangevuld. Moeilijk te onderscheiden zijn twee menselijke figuren (een vrouwelijke heilige en een Romein?) ter weerszijde van een kruis, die het wapenschild van de kruisheren vasthouden. Mogelijk is dit een afbeelding van de Heilig Kruisvinding. Naast de florale motieven zijn passiewerktuigen, engelen, borstbeelden van monniken en ridders met banderollen te herkennen. De opschriften op de banderollen zijn slecht leesbaar.

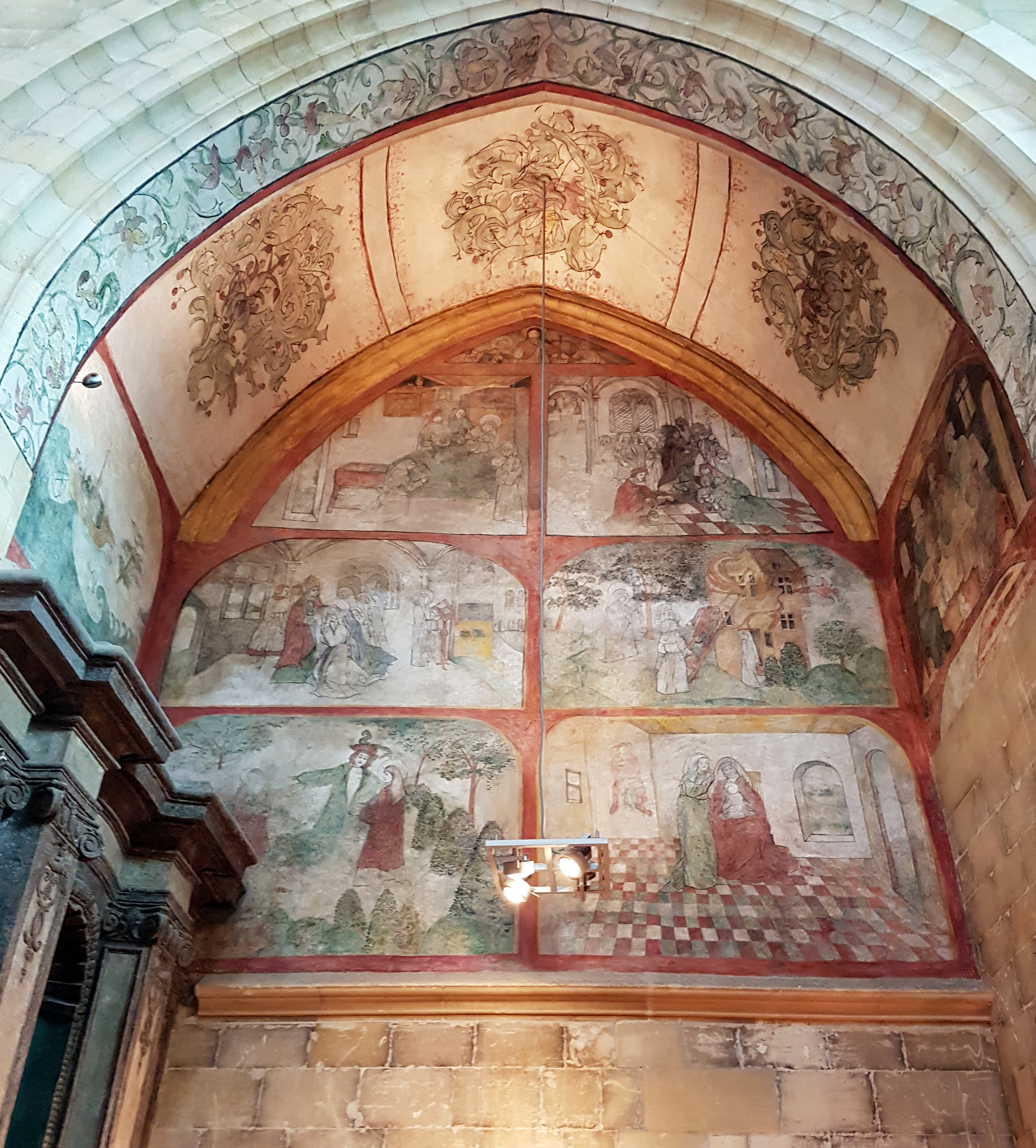
Overzicht kapel met Sint-Gertrudisschildering
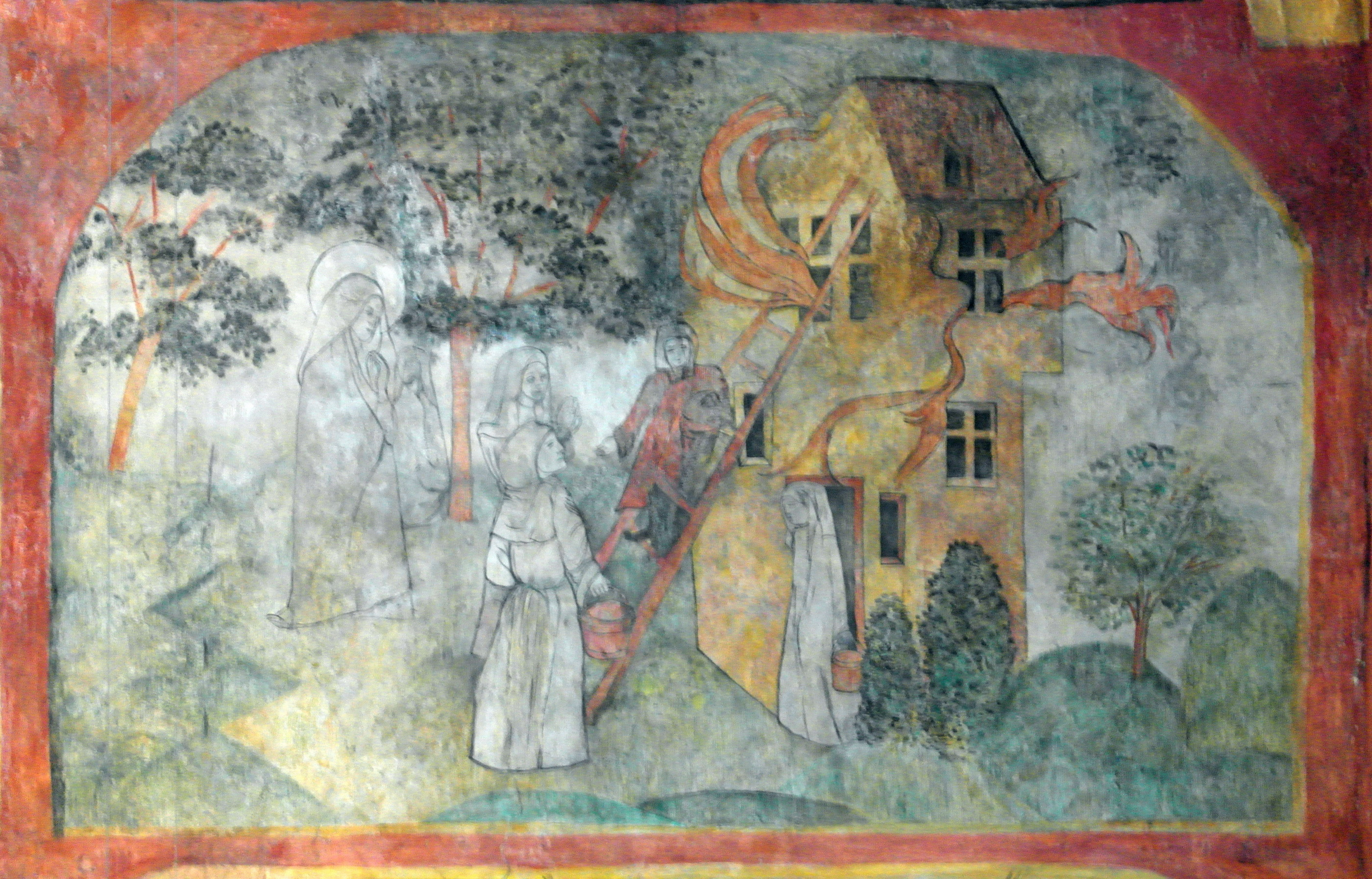
Detail: Getrudis redt een brandend huis
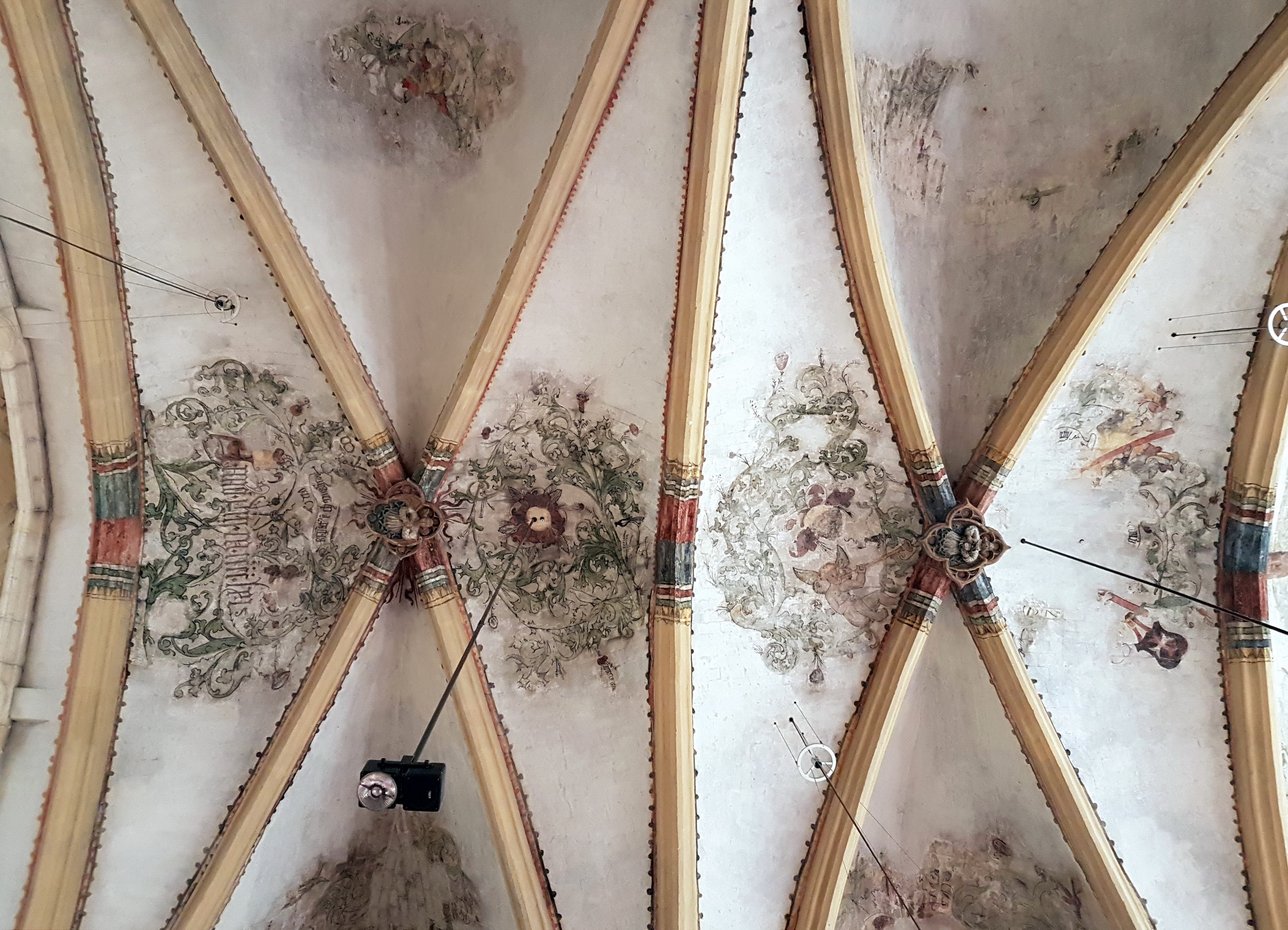
Koorgewelfschilderingen met florale motieven
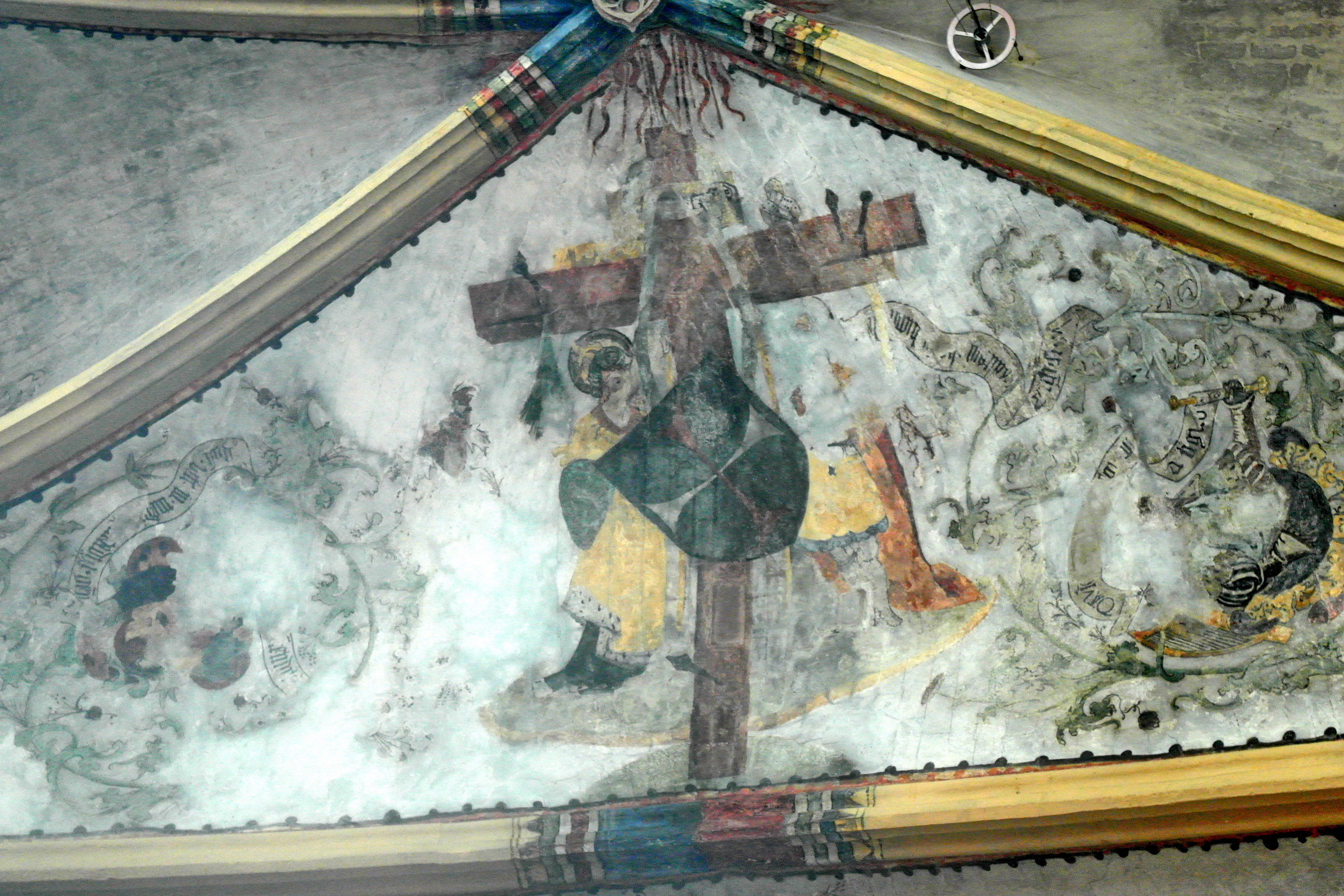
Detail gewelfschildering met Heilig Kruisvinding(?)

#### Beeldhouwkunst

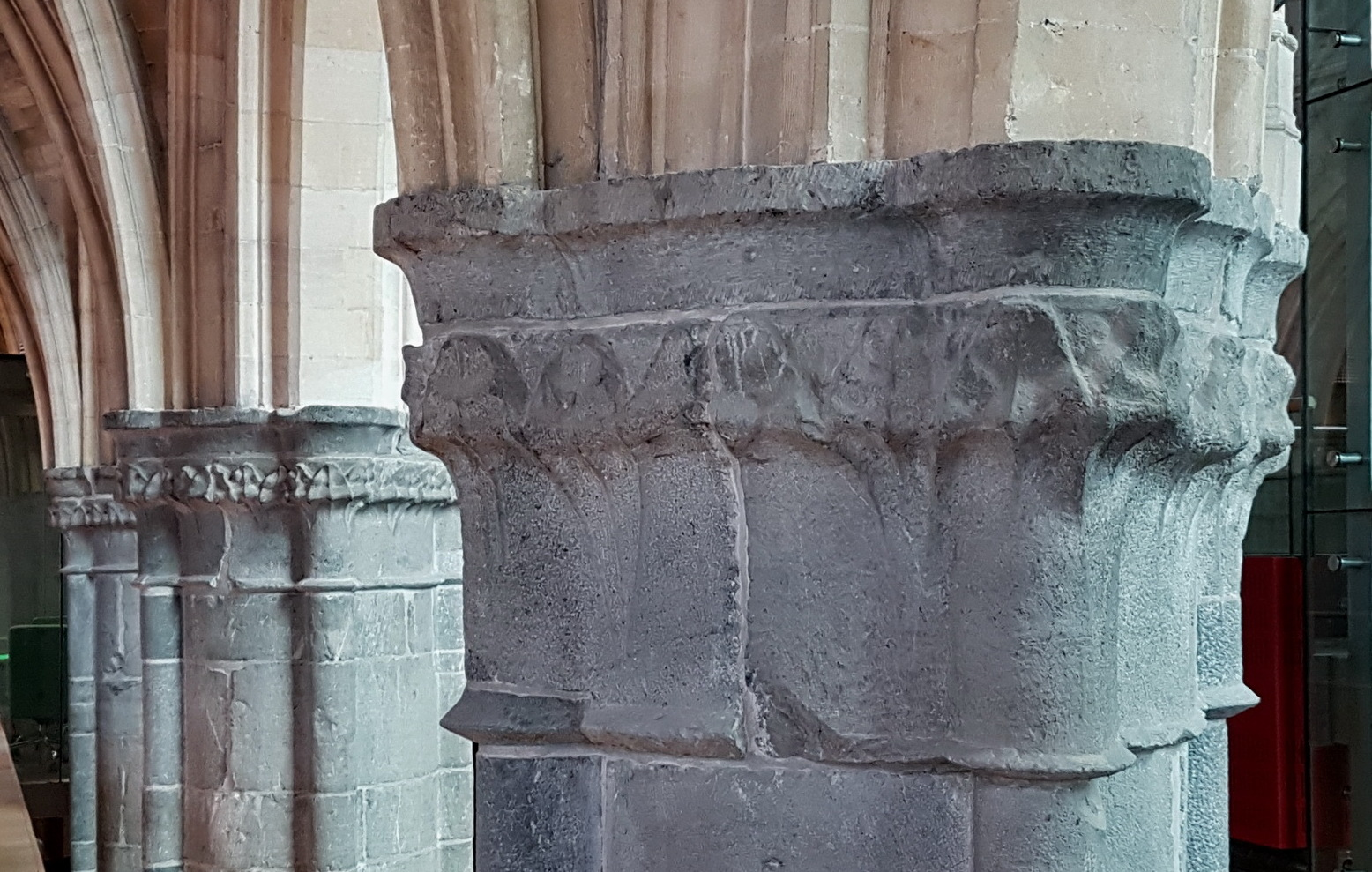
Maaskapitelen in noorderbeuk

Zowel de in de kerk bewaard gebleven bouwsculptuur, als de in 1913 onder de kerkvloer teruggevonden sculpturen getuigen van een rijk verleden. Indrukwekkend zijn de forse Maaskapitelen, die de bundelpijlers tussen het schip en de noorderzijbeuk sieren. De kruisribgewelven zijn versierd met gebeeldhouwde sluit- en kraagstenen. Vooral de vier koorconsoles met reliëfs van de vier evangelistensymbolen zijn fraai uitgewerkt.
Tegen de koorwanden zijn twee reliëfs aangebracht. Het grootste bevindt zich tegen de zuidwand en bestaat in feite uit vier onder elkaar geplaatste onderdelen. Het herinnert aan een vidimus uit 1482, waarbij de deken van het Sint-Servaaskapittel een privilege van paus Johannes XXII uit 1318 bevestigde, dat de kruisheren het recht verleende de mis te celebreren, offergaven te innen, enz. Het reliëf is in de 19e eeuw beschadigd door het aanbrengen van een tussenvloer in de kerk. Desondanks zijn de pauselijke tiara en de sleutels van Petrus duidelijk te herkennen. Daarboven is het kruis van de kruisheren geschilderd. Het is niet duidelijk of de onderste afbeelding (een astrologische klok of zonnewijzer?) enige relatie heeft met de rest. Mogelijk houdt het verband met prior Mathias Mijnecom, die vanwege zijn uitgebreide kennis op het gebied van wiskunde en tijdrekening "Astronomas" werd genoemd. Een kleiner reliëf op de tegenoverliggende koorwand toont het jaartal 1595, twee in gebed gevouwen handen en een hart met de letters IHS (Jezus) en MA (Maria), dat door een zwaard doorboord wordt. In de twee zuidelijke kapellen zijn twee barokaltaren bewaard gebleven, opgebouwd van mergel en versierd met stucwerk in Lodewijk XIV-stijl.

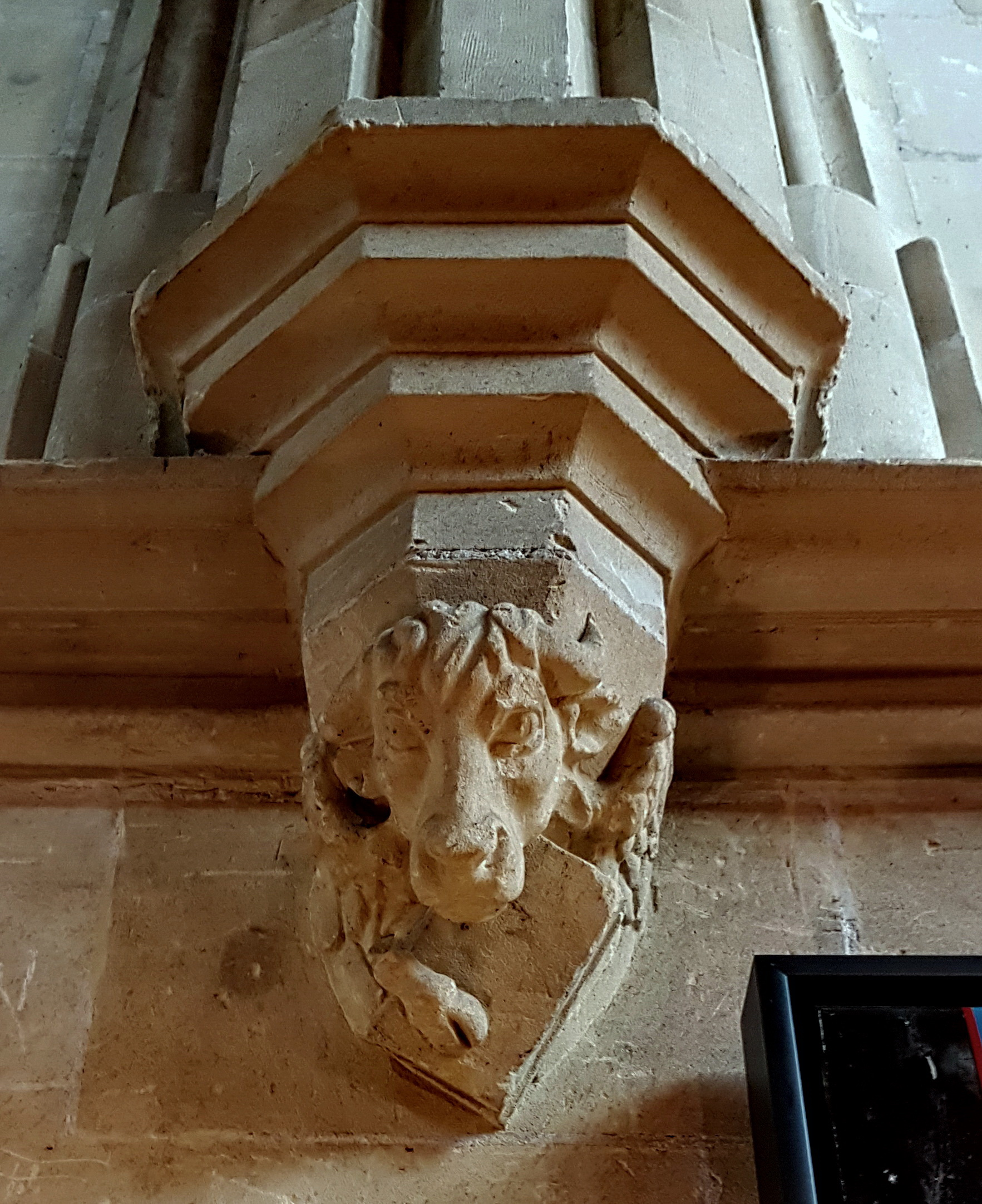
Koorconsole met stierenkop (Lukas)
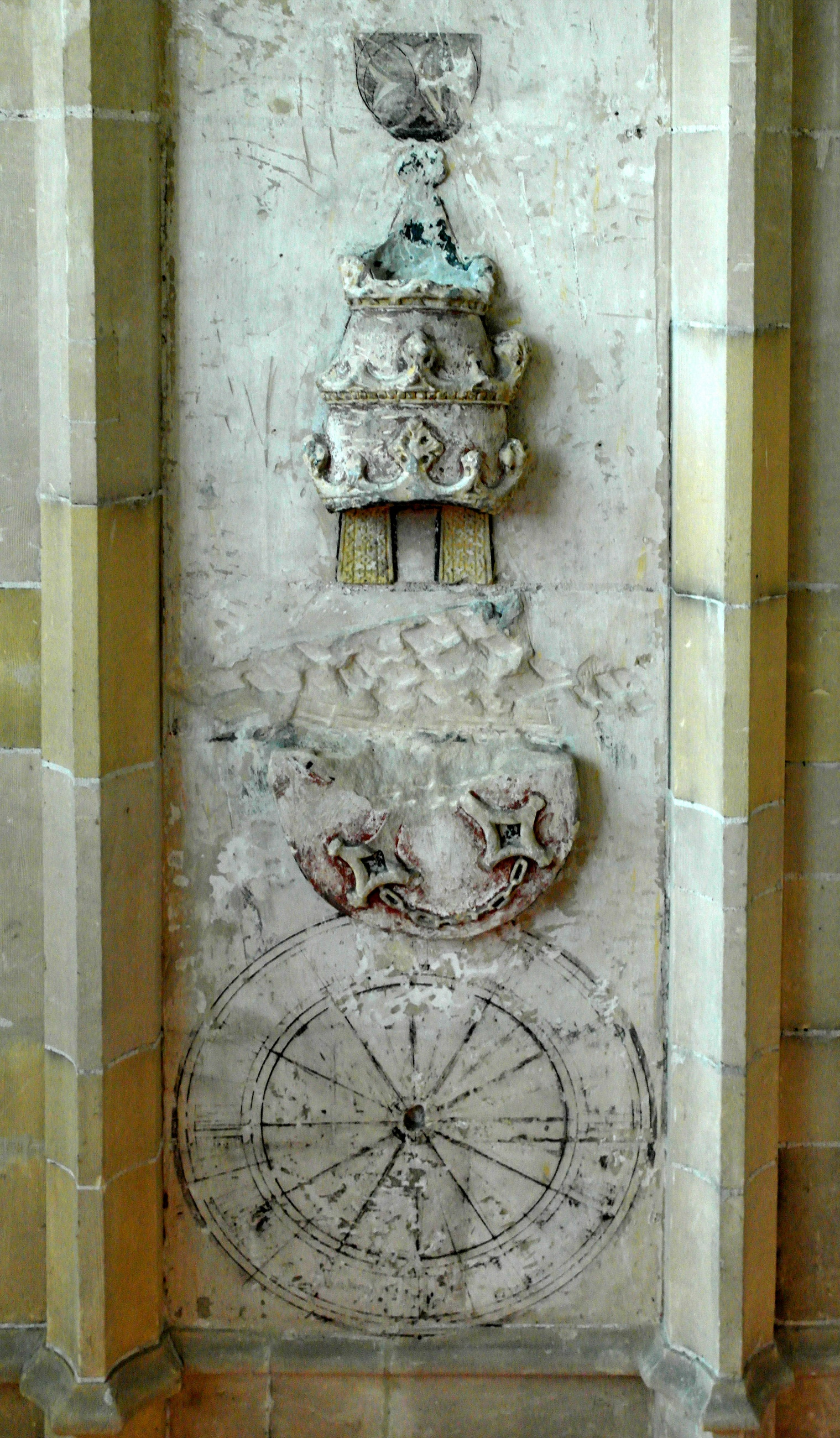
Pauselijk reliëf met tiara en sleutels, 1482?
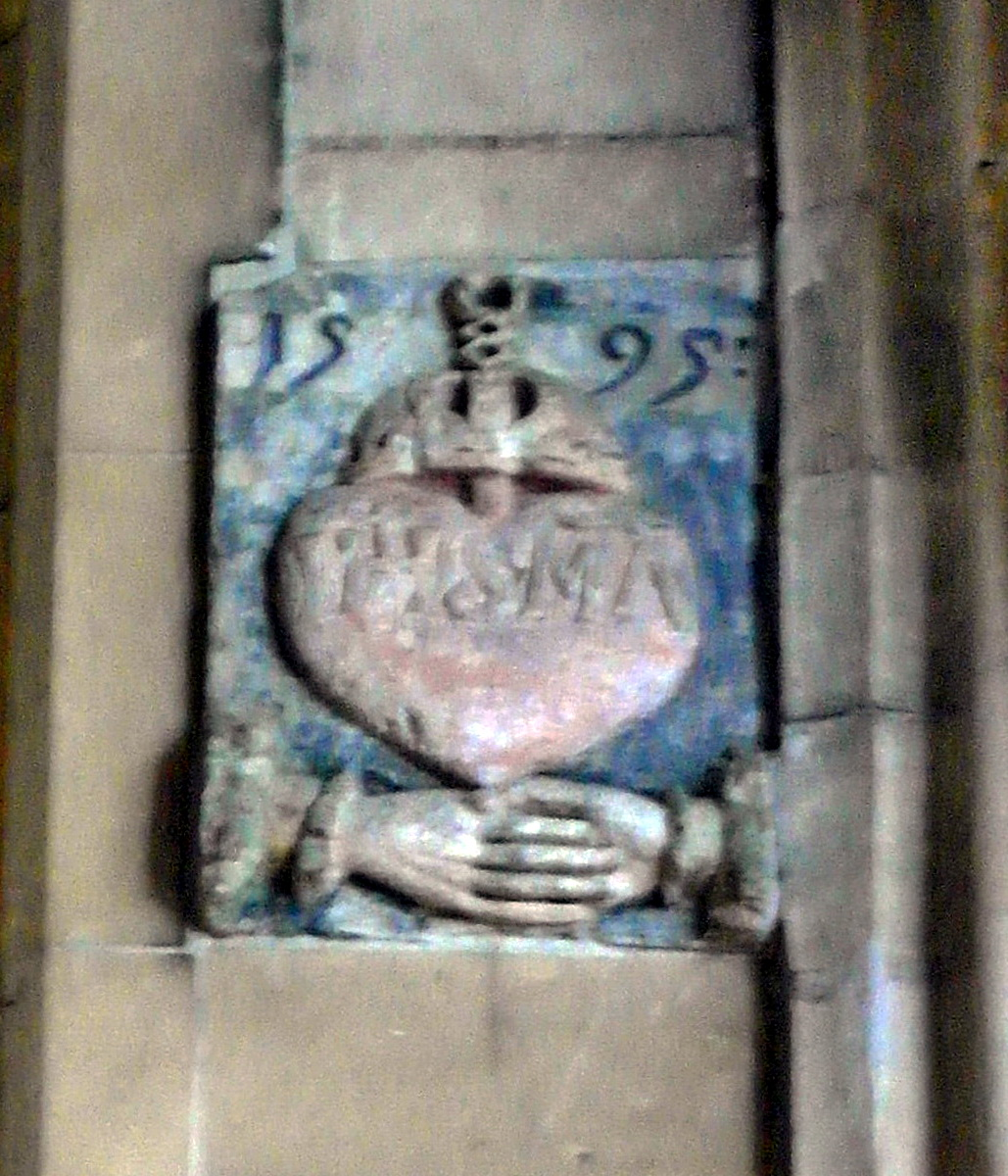
Reliëf in het koor met doorboord hart, 1595
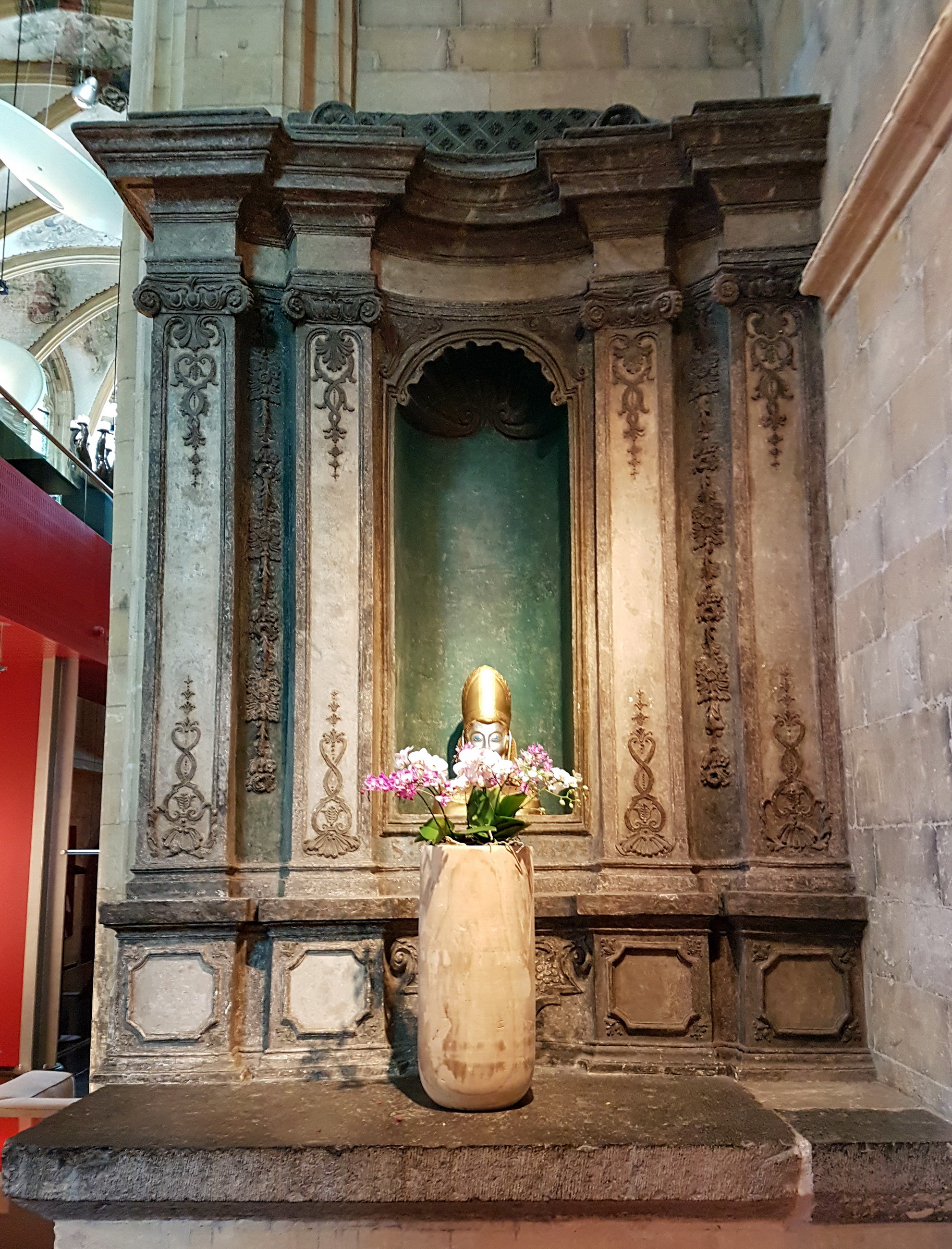
Barok zijaltaar met stucwerkversiering

#### Grafzerken

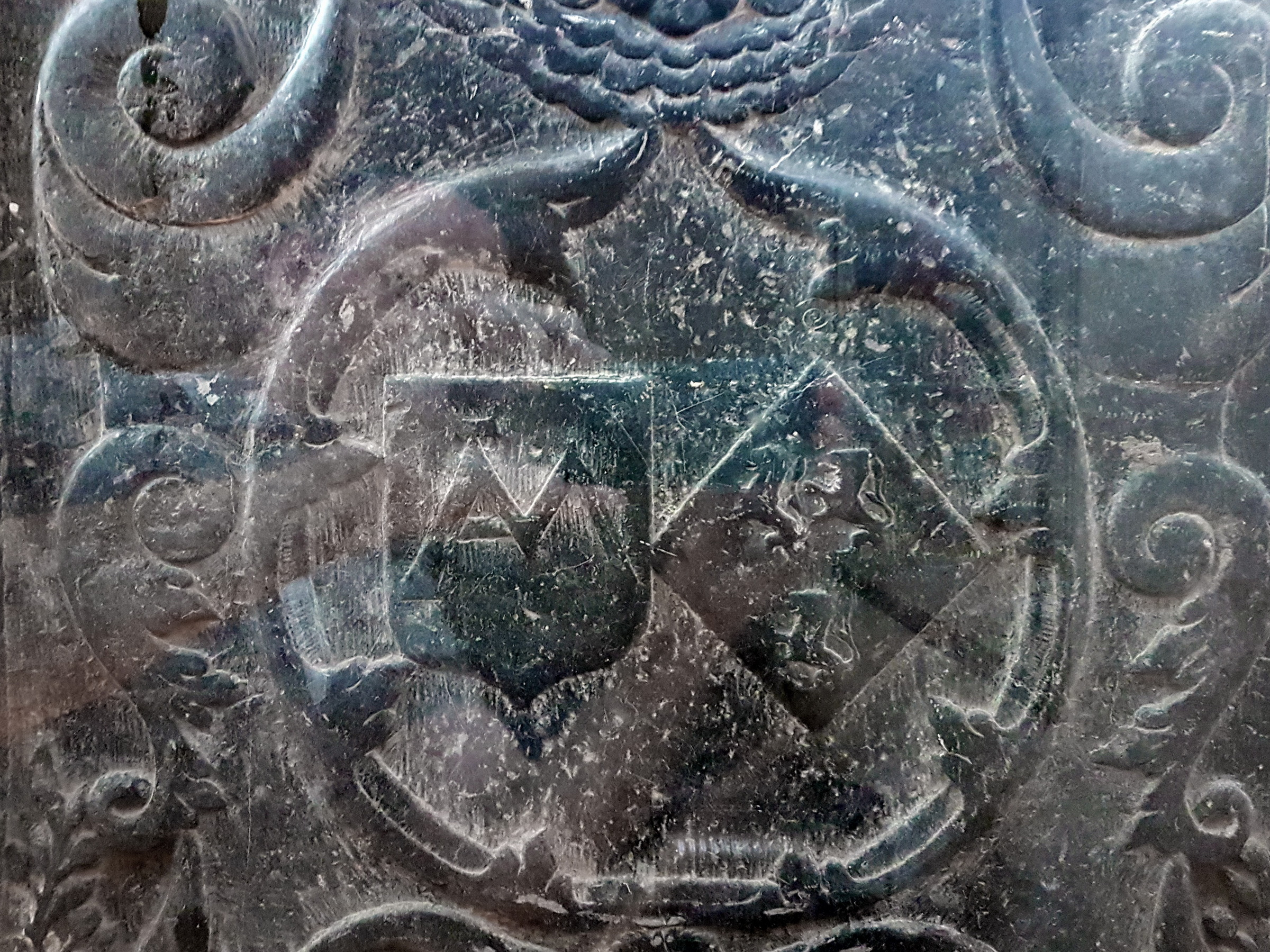
Detail grafzerk uit 1633 met alliantiewapen Meesters-Selen

In de kerk bevinden zich diverse grafzerken, zonder uitzondering van niet-religieuzen en vrijwel allemaal in de 19e eeuw verplaatst. Blijkbaar wensten veel Maastrichtenaren in deze kerk begraven te worden. Toch is het opmerkelijk dat geen zerken van kloosterlingen en andere geestelijken bewaard zijn gebleven. Uit de archieven is bekend dat dezen ook soms in de kerk begraven werden. Uit dezelfde archieven is bekend dat de jezuïetenprediker Hendrik Denijs in 1571 zijn laatste rustplaats vond in het koor van de Kruisherenkerk en dat drie jaar later de deken van het Sint-Servaaskapittel, Nicolaas van der Straeten, in hetzelfde graf ter aarde werd besteld.
Sommige nog bestaande zerken zijn later hergebruikt, zoals die van jonker Gerard van der Marck en zijn vrouw uit 1482, hergebruikt in 1618 voor Arnt Proenen en zijn vrouw, waarvan slechts de bovenste helft bewaard is gebleven. De zerk van Elisabeth en Vaes Nuellens uit 1510 is versierd met een voorstelling van het Lam Gods en de evangelistensymbolen in de vier hoeken. In een kapel verderop is tijdens de restauratie begin 20e eeuw een grote gebeeldhouwde zerk uit 1605 ingemetseld, die ooit het graf bedekte van Johan Sdrogen, burgemeester en schepen, en zijn echtgenote Verona Weertz. In de meest oostelijke kapel staat tegen de grafsteen uit 1639 met afgekapt wapenschild van Lysbeth Coenegracht, weduwe van Herman Jekermans. Tegen de muur van de noorderbeuk staat de deels afgesleten, 16e-eeuwse grafsteen van de familie van burgemeester Mathijs Nollens, die tevens waard was van een taveerne op de Houtmarkt. Tegen dezelfde muur, tegenwoordig alleen zichtbaar door de glazen achterwand van de toiletten, bevindt zich de 17e-eeuwse zerk met gebeeldhouwde wapenschilden van de families Meesters en Selen. Ernaast staat de zerk van burgemeester Andries van Stockhem en zijn vrouw Catharine.

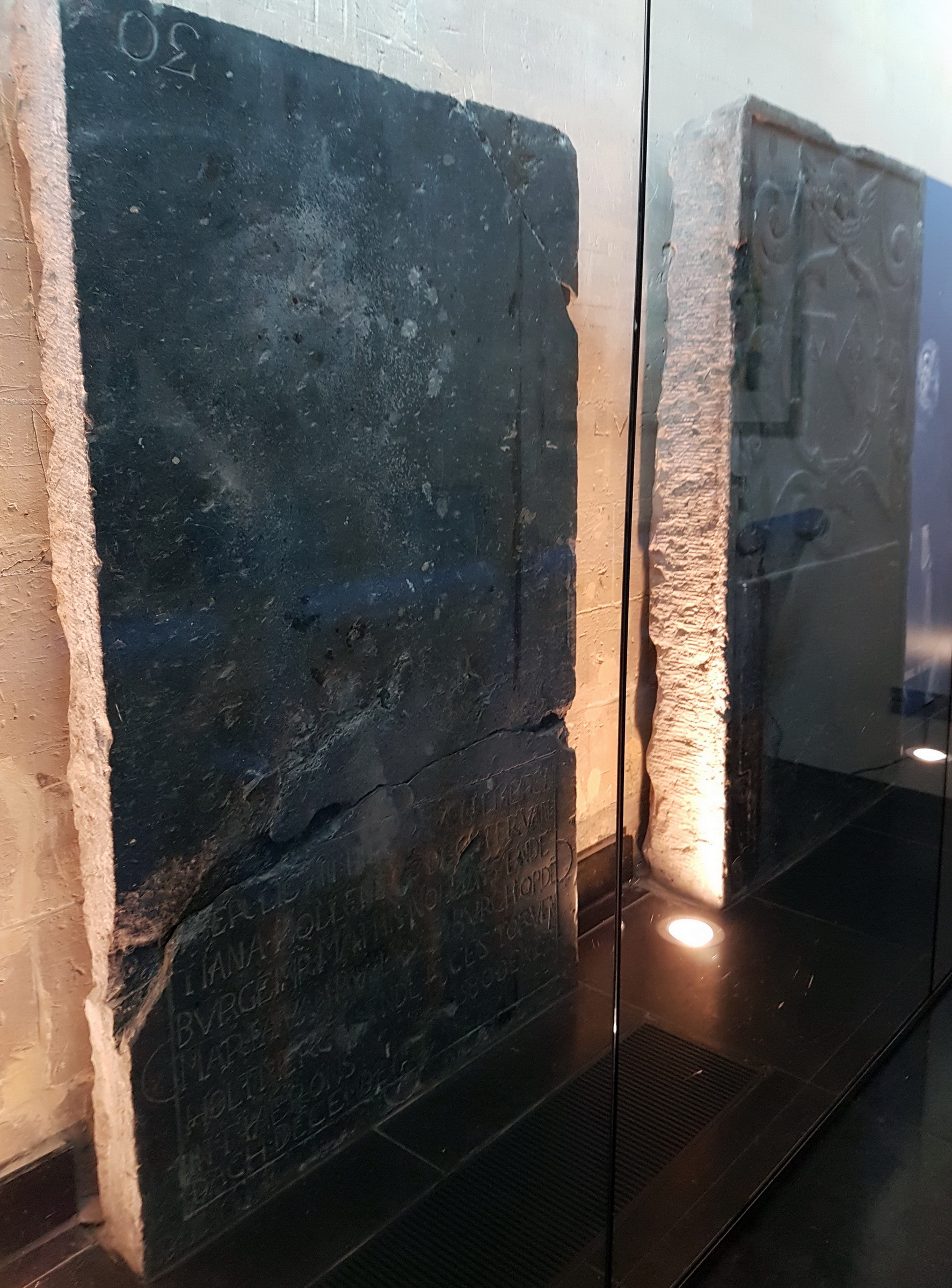
Grafzerken uit 1580 en 1633
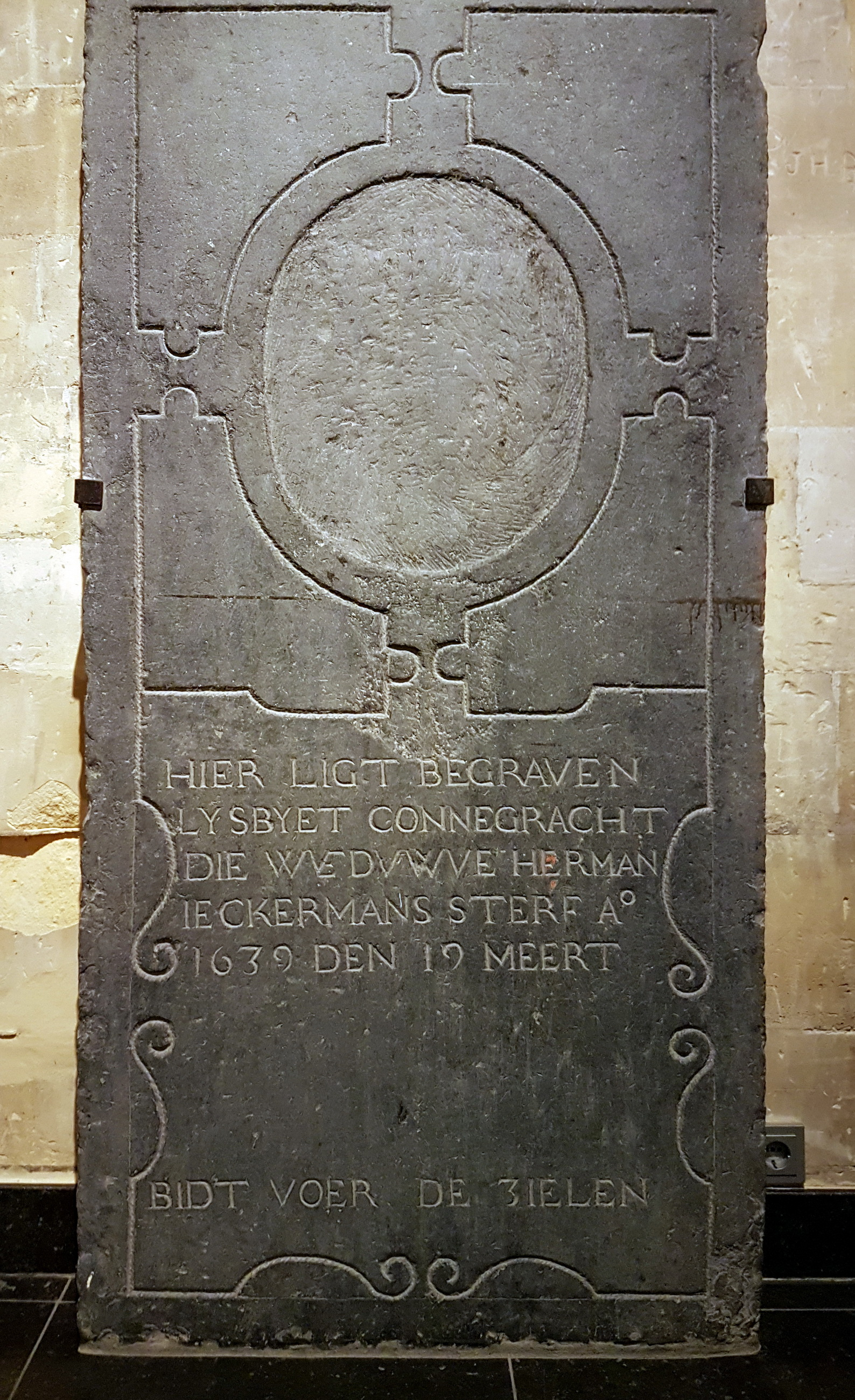
Grafzerk uit 1639
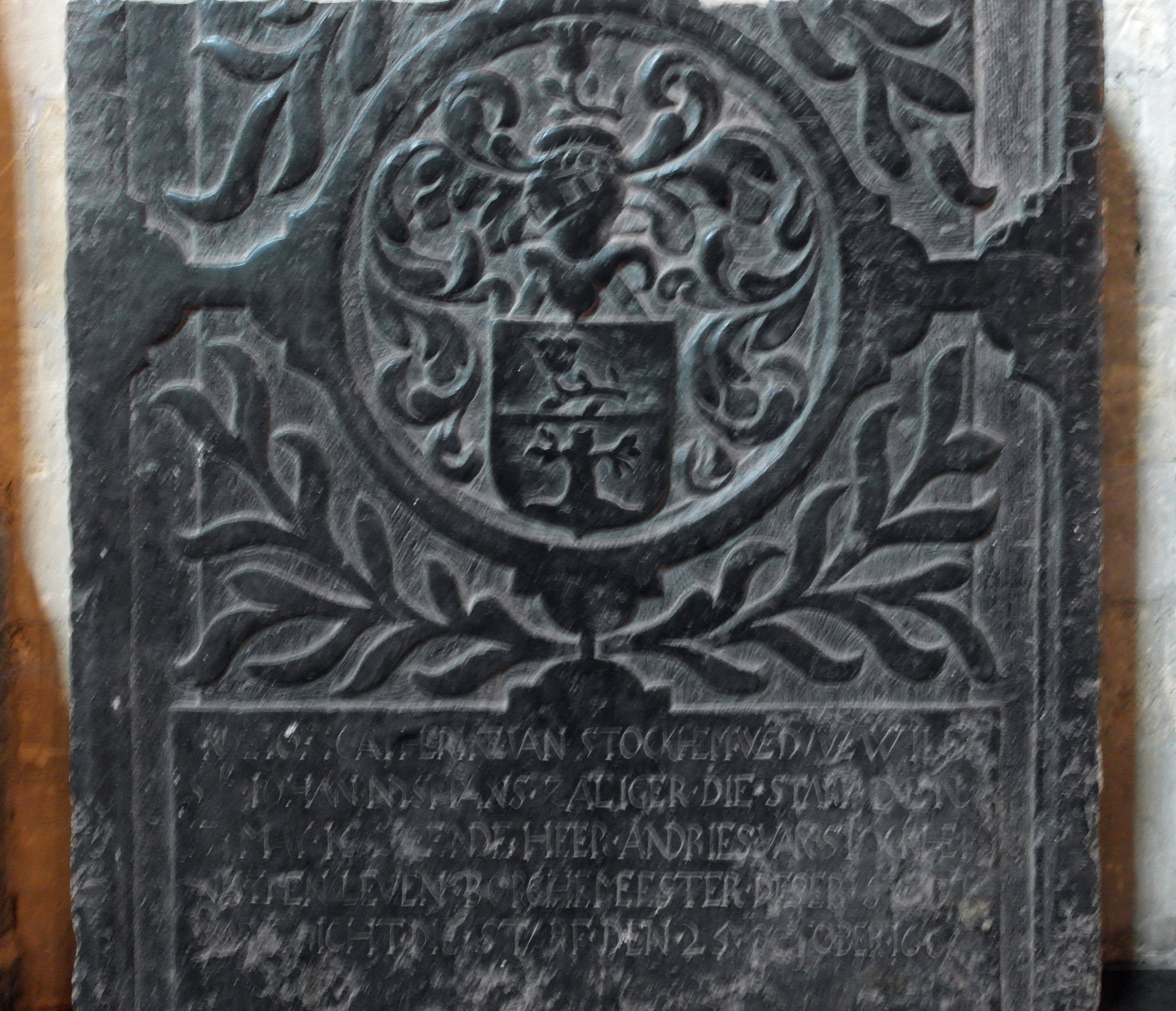
Detail grafzerk ca. 1650
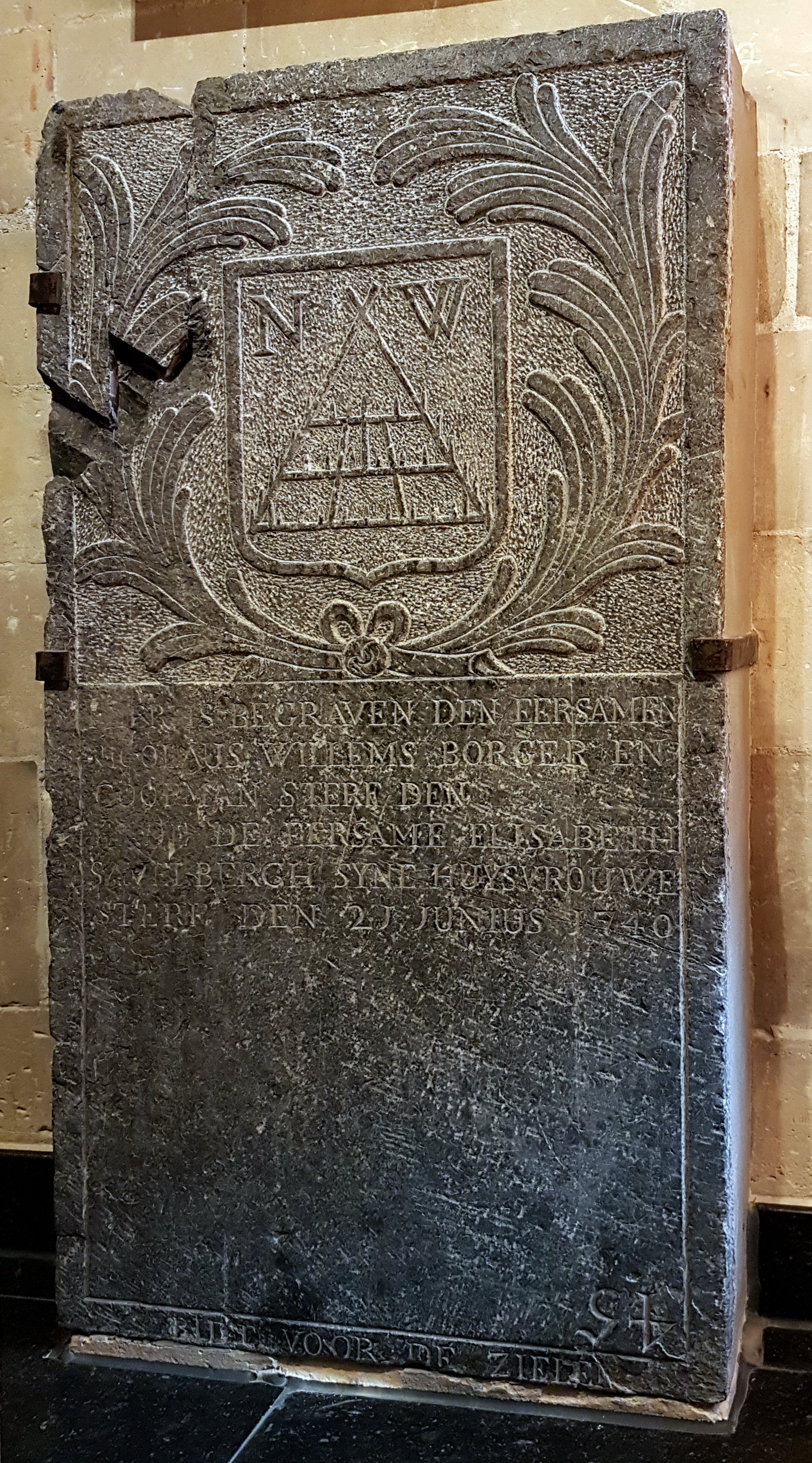
Grafzerk uit 1740

### Aanpassingen hotel
Ten behoeve van het in 2003-05 gerealiseerde hotel, zijn in de kerk twee vrijstaande entresols gebouwd volgens het box in box-principe, wat inhoudt dat deze toevoegingen 'los' in het bestaande kerkgebouw zijn geplaatst en daardoor reversibel zijn. Op de kleine entresol in de noordbeuk is een lees- en studieruimte ingericht. De grote entresol is gebouwd in de lengterichting van het middenschip en het koor. Eronder bevindt zich een wijnbar en een glazen 'wijnkelder'. Het op de entresol gelegen restaurant biedt uitzicht op de gotische kerkramen en de gewelven. Dat laatste wordt enigermate belemmerd door de grote lichtinstallaties van de Duitse kunstenaar Ingo Maurer. Andere ingrepen in het gebouw, zoals de koperen tunnel bij de noordelijke entree, het eivormige kantoor naast de westelijke entree, de glazen lift, de loopbruggen en de toiletgroep, kunnen eveneens verwijderd worden zonder structurele schade aan te richten.

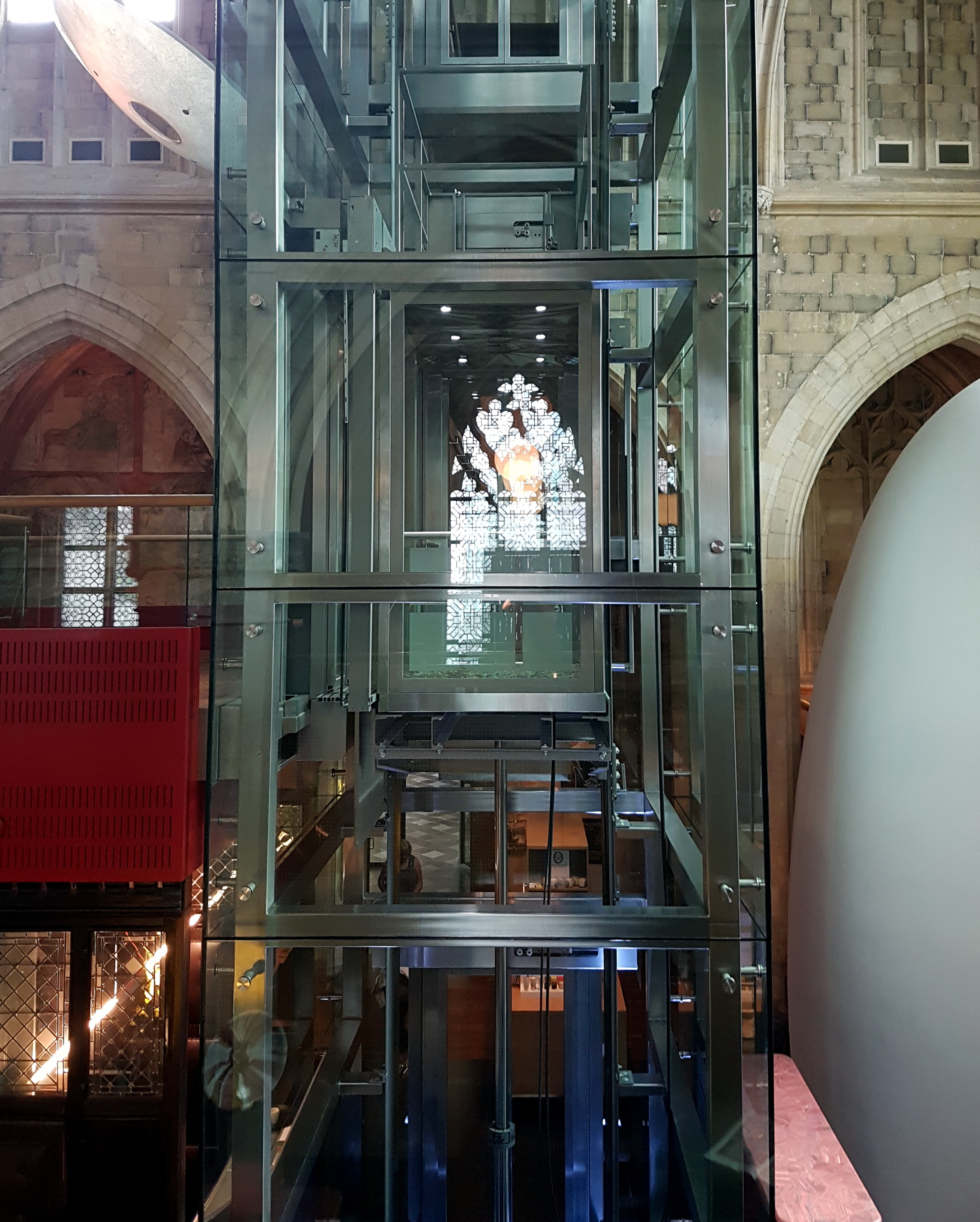
Glazen liftschacht
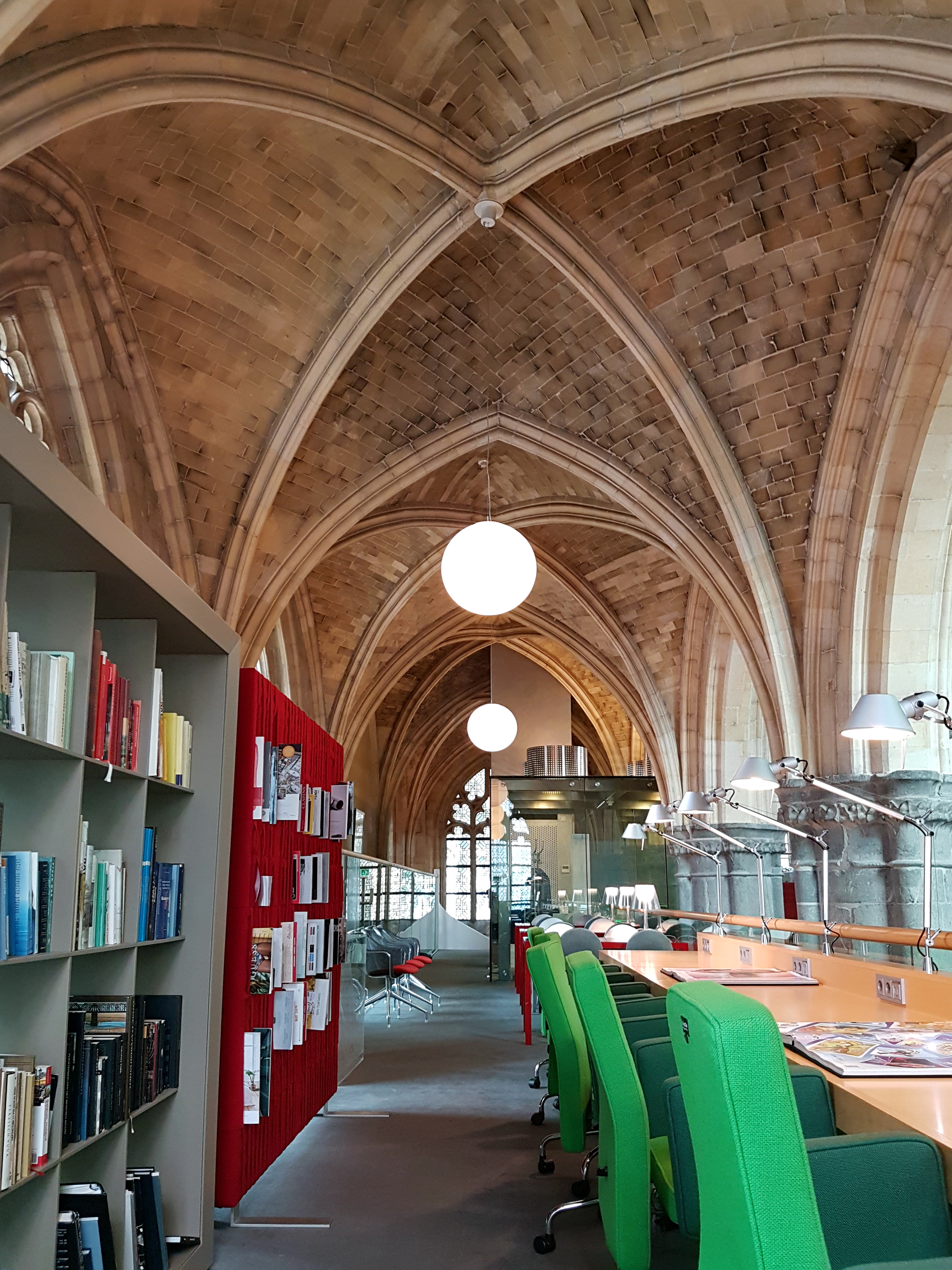
Kleine entresol noorderbeuk
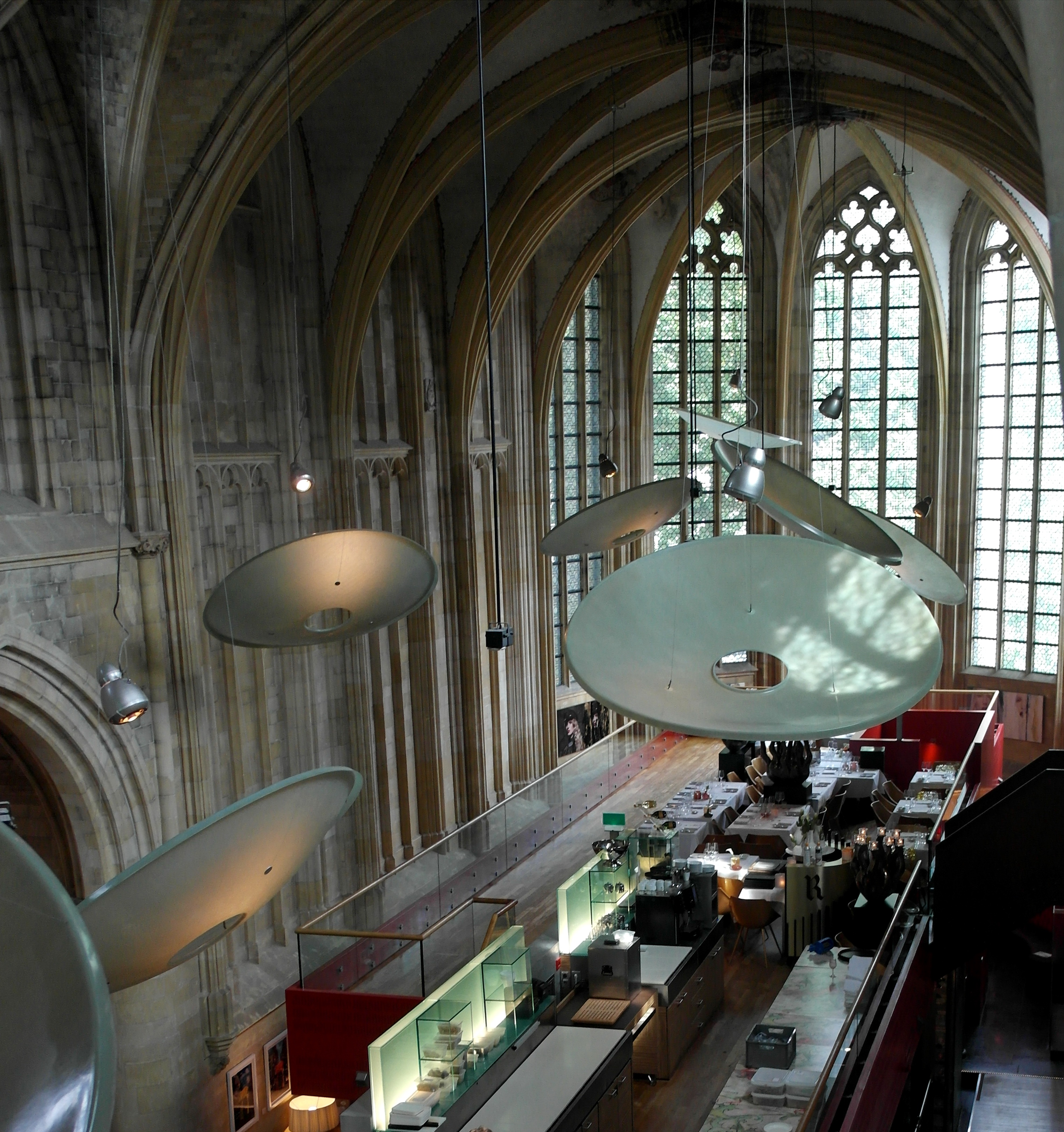
Grote entresol, lichtsculpturen
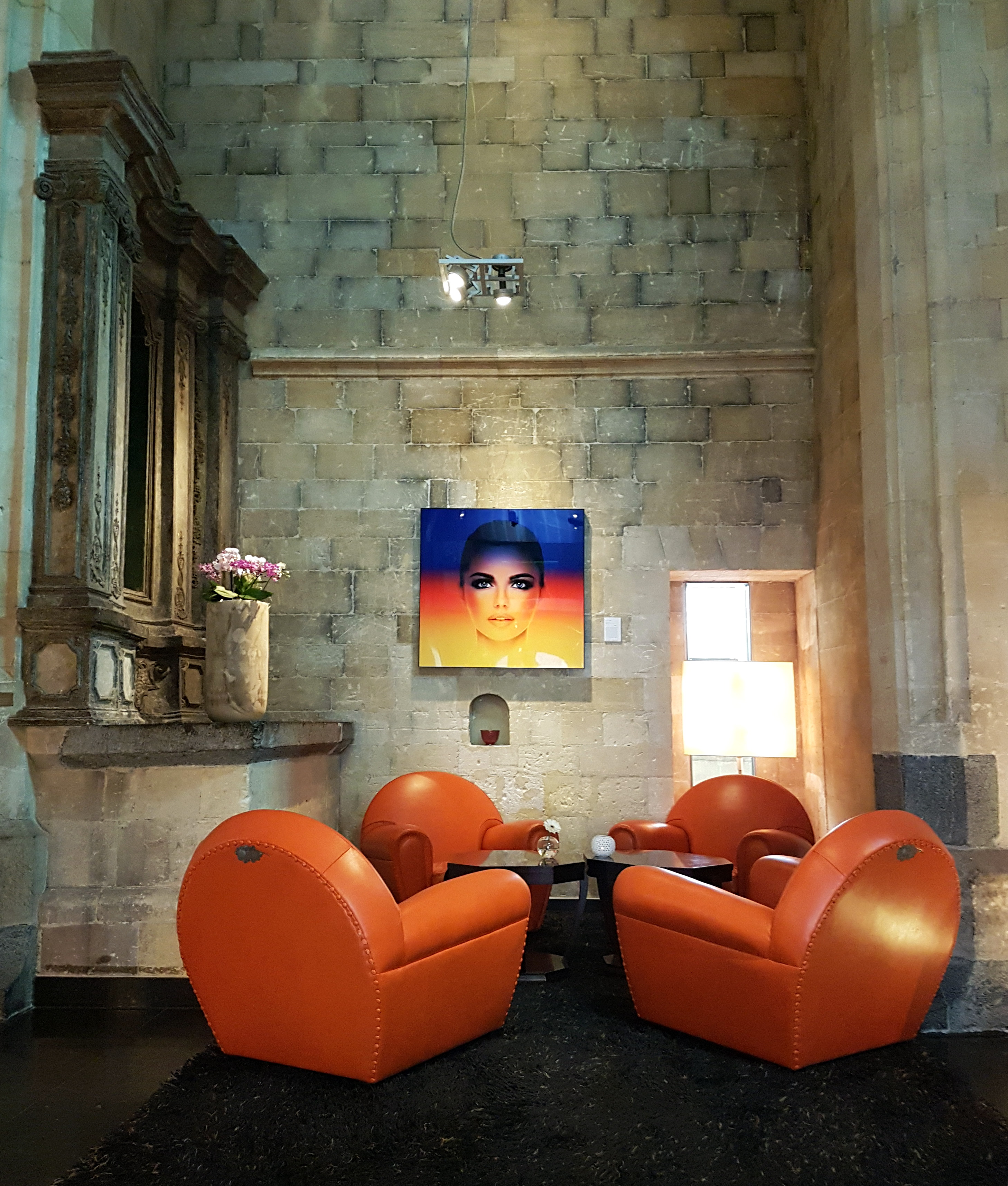
Loungehoek in zijkapel

* betekent: niet langer in gebruik voor religieuze doeleinden; ** betekent: (deels) gesloopt, verdwenen